# Saint-Nicolas-du-Pélem
Pour les articles homonymes, voir Saint-Nicolas.
Saint-Nicolas-du-Pélem ([sɛ̃  nikɔla dy pelɛm], mais au XVIIIe siècle [-pelɛ̃] ; en breton : Sant-Nikolaz-ar-Pelem) est une commune française et un chef-lieu de canton du département des Côtes-d'Armor, en région Bretagne. Ses habitants sont appelés Pélémois.

## Géographie

### Situation
| - OpenStreetMap Limite communale. |

La commune de Saint-Nicolas-du-Pélem est située en Haute-Cornouaille, à environ 15 kilomètres de Rostrenen, 40 kilomètres de Saint-Brieuc et de Guingamp. Elle s’étend sur plus de 4 000 hectares.

### Géologie et relief
De Duault à Corlay en passant par Saint-Nicolas-du-Pélem, sur plus de 30 km, un massif granitique correspondant à la partie ouest du batholite de Quintin, domine, atteignant 290 mètres, les collines schisteuses de la partie orientale du bassin de Châteaulin situées à son sud.
Le relief culmine, au nord, à 292 m, et au sud, à 180 m. Le bourg de Saint-Nicolas constitue une limite entre deux zones géologiques : le granite domine au nord, tandis que le sud est constitué de schiste.
La commune de Saint-Nicolas-du-Pélem est traversée par plusieurs cours d’eau :
- le Blavet est un fleuve qui forme la limite sud-ouest de la commune ;
- le Sulon est une rivière au sud-est ;
- la rivière de Corlay est aussi au sud-est ;

et les ruisseaux de Beaucours et du Faoudel descendent les hauteurs granitiques vers le sud.

### Communes limitrophes
| Lanrivain         | Kerpert                |              |
|                   | Saint Nicolas-du-Pélem | Canihuel     |
| Plounévez-Quintin | Sainte-Tréphine        | Saint-Igeaux |

### Hydrographie
Pour un article plus général, voir Réseau hydrographique des Côtes-d'Armor.
La commune est située dans le bassin Loire-Bretagne. Elle est drainée par le Blavet, le Sulon, le Corlay et le Faoudel,.
Le Blavet, d'une longueur de 149 km, prend sa source dans la commune de Bourbriac et se jette  dans le canal de Nantes à Brest en limite de Plélauff et de Gouarec, après avoir traversé 31 communes. 
Le Sulon, d'une longueur de 29 km, prend sa source dans la commune du Vieux-Bourg et se jette  dans le Blavet à Gouarec, après avoir traversé huit communes. 
Le Corlay, d'une longueur de 17 km, prend sa source dans la commune du Haut-Corlay et se jette  dans le Sulon sur la commune, après avoir traversé six communes. 
Le Faoudel, d'une longueur de 10 km, prend sa source dans la commune de Lanrivain et se jette  dans le Blavet sur la commune. 
Un plan d'eau complète le réseau hydrographique : l'étang de Beaucours (1,04 ha),.

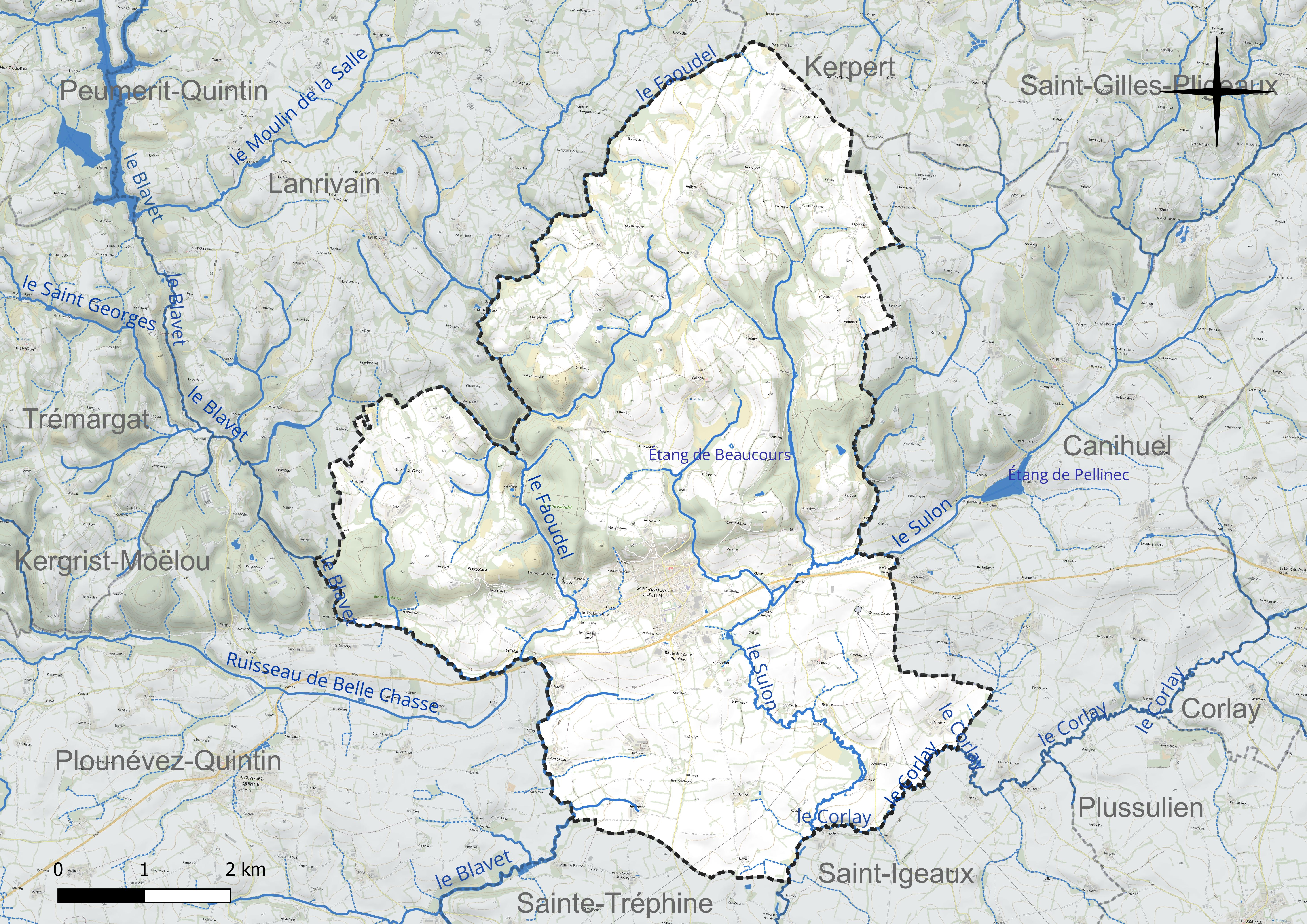
Réseau hydrographique de Saint-Nicolas-du-Pélem.

### Climat
Pour des articles plus généraux, voir Climat de la Bretagne et Climat des Côtes-d'Armor.
En 2010, le climat de la commune est de type climat océanique franc, selon une étude du Centre national de la recherche scientifique s'appuyant sur une série de données couvrant la période 1971-2000. En 2020, Météo-France publie une typologie des climats de la France métropolitaine dans laquelle la commune est exposée à un climat océanique et est dans la région climatique Finistère nord, caractérisée par une pluviométrie élevée, des températures douces en hiver (6 °C), fraîches en été et des vents forts. Parallèlement l'observatoire de l'environnement en Bretagne publie en 2020 un zonage climatique de la région Bretagne, s'appuyant sur des données de Météo-France de 2009. La commune est, selon ce zonage, dans la zone « Monts d'Arrée », avec des hivers froids, peu de chaleurs et de fortes pluies.
Pour la période 1971-2000, la température annuelle moyenne est de 10,6 °C, avec  une amplitude thermique annuelle de 11,5 °C. Le cumul annuel moyen de précipitations est de 1 060 mm, avec 16 jours de précipitations en janvier et 7,8 jours en juillet. Pour la période 1991-2020, la température moyenne annuelle observée sur la station météorologique la plus proche, située sur la commune de Kerpert à 8 km à vol d'oiseau, est de 10,8 °C et le cumul annuel moyen de précipitations est de 1 088,9 mm,. Pour l'avenir, les paramètres climatiques de la commune estimés pour 2050 selon différents scénarios d'émission de gaz à effet de serre sont consultables sur un site dédié publié par Météo-France en novembre 2022.

## Urbanisme

### Typologie
Au 1er janvier 2024, Saint-Nicolas-du-Pélem est catégorisée bourg rural, selon la nouvelle grille communale de densité à 7 niveaux définie par l'Insee en 2022.
Elle est située hors unité urbaine et hors attraction des villes,.

### Occupation des sols
Le tableau ci-dessous présente l' occupation des sols de la commune en 2018, telle qu'elle ressort de la base de données européenne d’occupation biophysique des sols Corine Land Cover (CLC).
| Type d’occupation                                                                   | Pourcentage | Superficie (en hectares) |
| ----------------------------------------------------------------------------------- | ----------- | ------------------------ |
| Tissu urbain discontinu                                                             | 3,0 %       | 123                      |
| Zones industrielles ou commerciales et installations publiques                      | 0,8 %       | 35                       |
| Terres arables hors périmètres d'irrigation                                         | 32,3 %      | 1339                     |
| Prairies et autres surfaces toujours en herbe                                       | 5,3 %       | 218                      |
| Systèmes culturaux et parcellaires complexes                                        | 36,3 %      | 1505                     |
| Surfaces essentiellement agricoles interrompues par des espaces naturels importants | 5,1 %       | 210                      |
| Forêts de feuillus                                                                  | 7,3 %       | 305                      |
| Forêts de conifères                                                                 | 4,0 %       | 168                      |
| Forêts mélangées                                                                    | 3,2 %       | 133                      |
| Forêt et végétation arbustive en mutation                                           | 2,7 %       | 114                      |
| Source : Corine Land Cover                                                          |             |                          |

## Toponymie
L'histoire de Saint-Nicolas-du-Pélem est d'abord celle de Bothoa ou Botoha suivant l'orthographe ancienne (aujourd'hui simple village de la commune), le nom de Bothoa vient de bot (demeure) et de saint Doha, ancien évêque du Ve siècle appelé Docco ou Doac.
Saint-Nicolas-du-Pélem vient de l’ancienne chapelle de Saint-Nicolas et du château de Pélem.
Le nom de Pélem désigne l'une des seigneuries de la paroisse de Bothoa, il pourrait venir du breton pen linn, qui signifie du « bout de l'étang ».
 
La famille Jourden ou Jourdain, seigneur du Pélem, fit construire le château du Pélem actuel et l'église actuelle. Lors de sa construction, à partir de 1474, l’actuelle église paroissiale Saint-Pierre s'appelait chapelle Saint-Nicolas, elle était la chapelle du château du Pélem, du nom de la famille Jourdain du Pélem qui fit construire le château comme la chapelle.
Le nom de village de Saint-Nicolas est cité qu'à partir de 1636 sous la forme Saint-Nicolas du Pellin : que cette chapelle Saint-Nicolas, chapelle du château du Pélem, ait donné le nom de « Saint-Nicolas-du-Pélem » au village l’entourant parait une explication logique.

## Histoire

### Préhistoire
Le territoire de Saint-Nicolas-du-Pélem était habité dès la Préhistoire : les recherches de François Le Provost, Pierre-Roland Giot et Yvan Onnée ont notamment mis au jour :
- sur la colline du Colledic : des tessons de poterie rouge décorée datant de la civilisation de Hallstatt et de La Tène (premier et second âge du fer) : entre 900 et 100 av. J.-C. ;
- à Bothoa-Kerody : un enclos remontant à l’âge du bronze ou l’âge du fer ;
- au Cotterio : un enclos de l’âge du bronze ou de l’âge du fer ;

ainsi que des tuiles, des haches polies, des silex taillés et des pointes de flèches.
Découvert en 2005, le cairn de Croaz Dom Herry, à Saint-Nicolas-du-Pélem, qui date du Néolithique moyen, malheureusement en grande partie détruit car il a servi de carrière par la suite, principalement à la fin du Moyen Âge, mesure 20 × 8 m : il a révélé quatre chambres funéraires approximativement circulaires individualisées, d'environ 3 mètres de diamètre chacune, à l'extrémité d'un long couloir.
En raison de la proximité géographique de la forteresse de Paule (moins de 30 kilomètres), des échanges viticoles avec l’Italie transitaient par le territoire où se trouve aujourd'hui Saint-Nicolas avant les invasions romaines. La forteresse de Paule est détruite par ses occupants quand ils déménagent à Vorgium (futur Carhaix), en 15 av. J.-C.

### Époque romaine
Le bourg de Saint-Nicolas-du-Pélem s’est établi à cinq cents mètres de la voie romaine reliant Vorgium (capitale des Osismes) à Corseul et Aleth (capitales des Coriosolites). La voie romaine traverse les actuels lieux-dits de Kerlun et la Picardie : la rue de Boisboissel (au centre de Saint-Nicolas-du-Pélem) est prolongée par la voie romaine jusqu’à la vallée du Faoudel.
Un vaste plateau entouré d’un fossé artificiel près de l’étang du Pélinec est parfois considéré comme une fortification gauloise antérieure à la présence romaine, parfois comme un camp romain, parfois comme un camp médiéval (Frotier de la Messelière y a vu des substructions d'une tour circulaire en pierres).

### Moyen Âge
L'historien Bernard Tanguy n'exclut pas qu'un ordre militaire, les Templiers ou les Hospitaliers, soit à l'origine de la fondation d’une maladrerie au lieu-dit le Clandy, avant le XVe siècle, date de l'édification de l'église (1474-1575).
À Canihuel, trève de Bothoa, le lieu-dit Manaty, signifiant « maison des moines », conserve le souvenir d'une grange - un domaine agricole - de l'abbaye cistercienne de Coatmalouen.

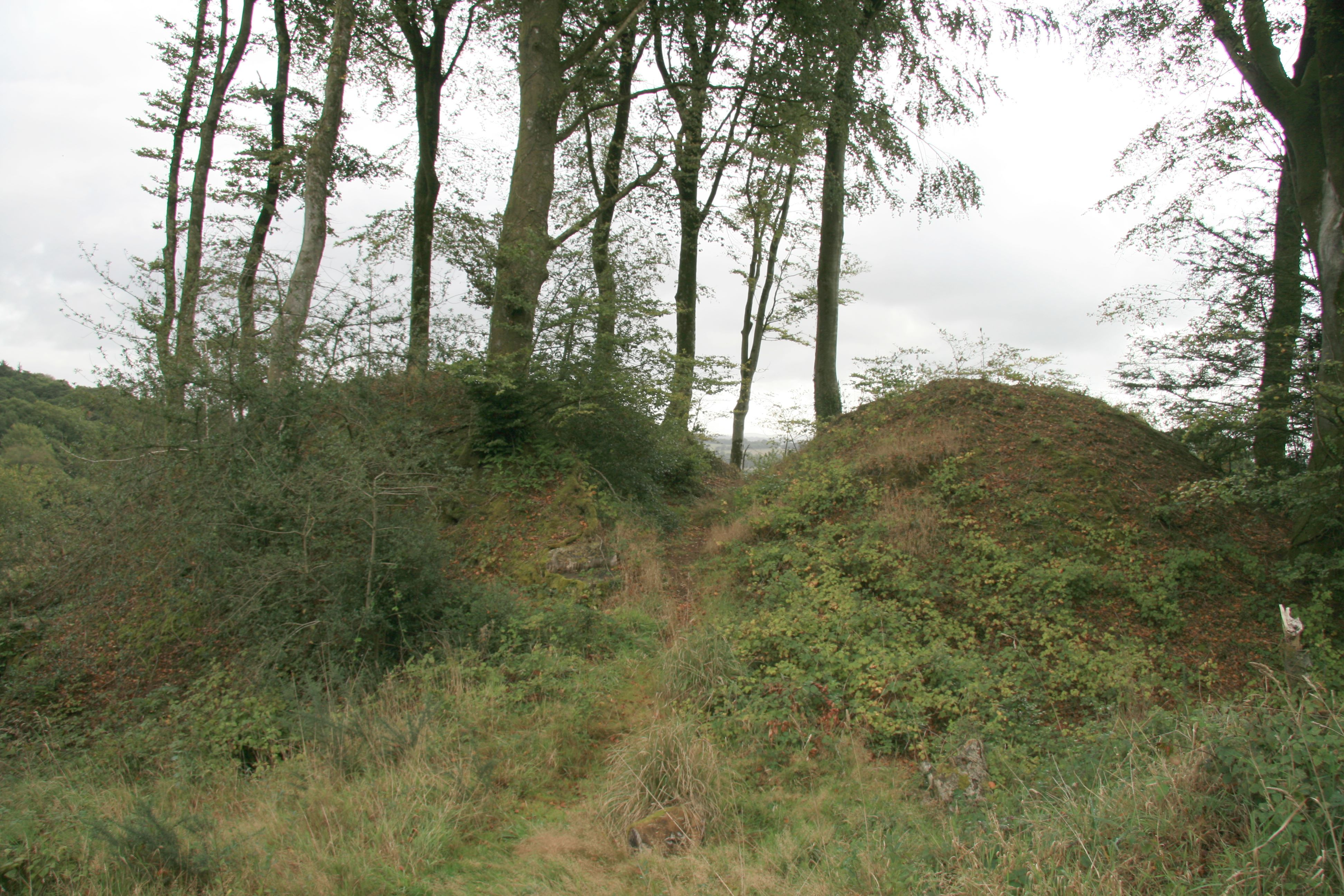
Motte castrale du Zilou.

L'enceinte du Rossil, la motte du Zilou, l’enceinte carrée du village de La Villeneuve, et le retranchement du Faoudel ont peut-être été édifiés au Moyen Âge.

#### Saint-Nicolas, village de la paroisse de Bothoa
Le village de Bothoa (ou Botoha, ou Bothoua ou Botouha) est mentionné dès 1316. Dépendant de la baronnie de Quintin, il est partagé entre les seigneurs du Pellinec et de Beaucours.
Le nom de Bothoa pourrait venir de « Bot = demeure », et de saint Doha, un saint du Ve siècle qui a donné le nom de Saint-Doha à un village de Merdrignac. Saint Doha pourrait être saint Doccus, un saint de l’île de Bretagne aussi honoré au Pays de Galles. Bothoa devient une paroisse du diocèse de Cornouailles (évêché de Quimper) au début du XVe siècle, elle recouvre les territoires très étendus des municipalités actuelles de Saint-Nicolas-du-Pélem, Canihuel, Lanrivain, Kerien et Sainte-Tréphine. On ne parlait pas alors de Saint-Nicolas-du-Pélem, on disait Bothoa.

### Époque moderne
Progressivement, le bourg de Saint-Nicolas grandit et devient plus gros que Bothoa.

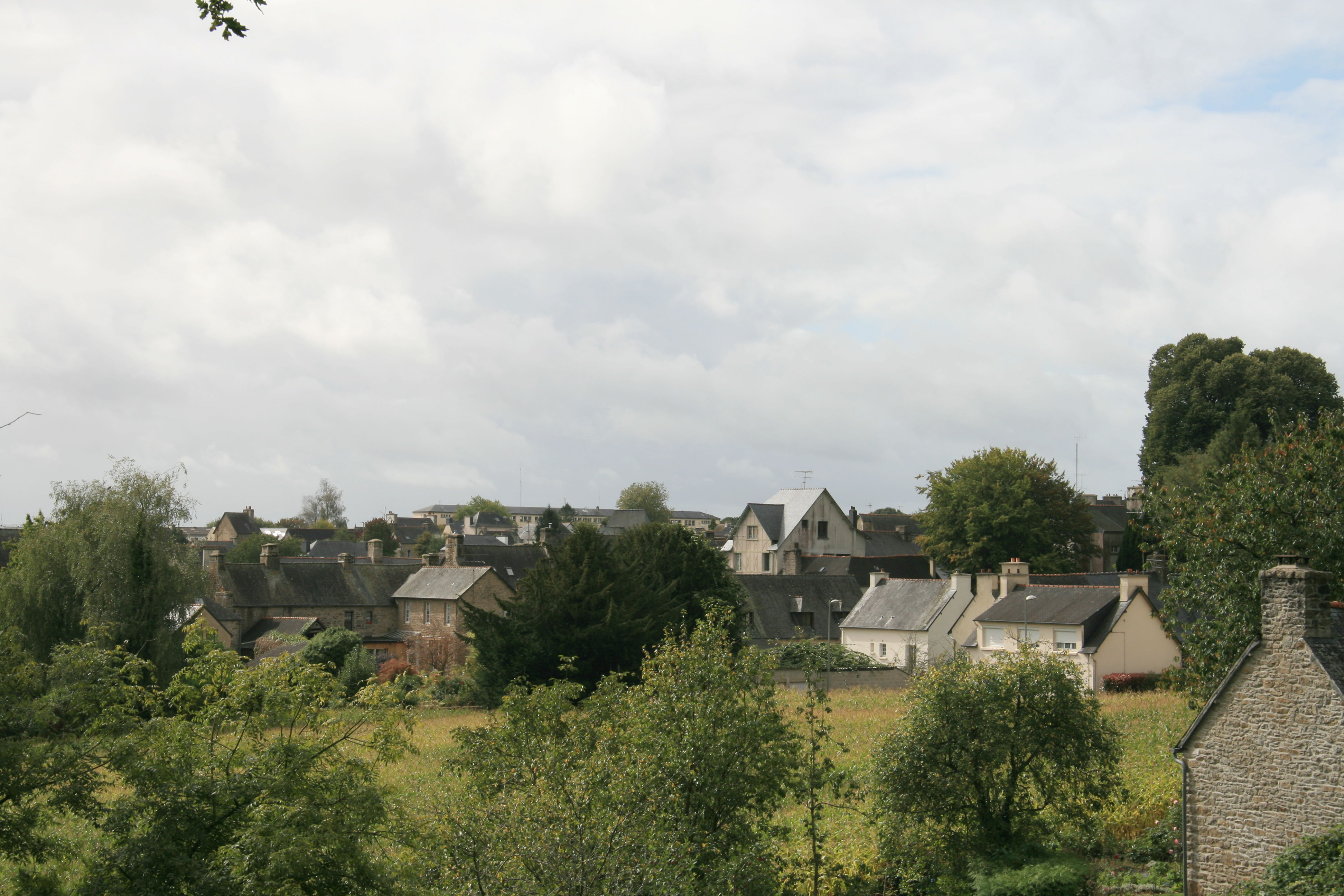
Le village de Saint-Nicolas-du-Pélem.

### LeXIXesiècle

#### Saint-Nicolas-du-Pélem devient la commune à la place de Bothoa
En 1836, par l’ordonnance 6435 du 14 juillet, le roi Louis-Philippe Ier change le nom de la commune de Bothoa et du canton de Bothoa qui prennent le nom de Saint-Nicolas-du-Pélem : c’est à cette date que le nom officiel du village devient Saint-Nicolas-du-Pélem, alors que Bothoa devient un lieu-dit de Saint-Nicolas-du-Pélem. En 1862, la paroisse est également transférée à Saint-Nicolas. Enfin en 1870, le colonel de Beaucours, propriétaire du château du Pélem, fait don à la commune de la chapelle Saint-Nicolas, qui devient église paroissiale Saint-Pierre en héritant du nom de l’ancienne église de Bothoa.
Dans la première décennie du XXe siècle, pour les Bretons souhaitant émigrer, St Nicolas du Pelem était réputé pour avoir établi des liens avec le Canada et en être en quelque sorte une porte d'entrée. Rappelons que cette émigration résultait de difficultés économiques majeures, et que le voyage n'était pas sans risque.

#### L'essor démographique jusqu'à la Première Guerre mondiale
La commune de Saint-Nicolas-du-Pélem connaît une croissance démographique continue jusqu'en 1911 où elle dépasse les 3 200 habitants. L'agriculture est alors la principale activité économique de la commune, dominée par de grands propriétaires terriens : « à Rostrenen, à Saint-Nicolas-du-Pélem, de véritables marquis de Carabas, qui rappellent les lords d'Angleterre ou d'Irlande, détiennent d'immenses étendues de landes et de champs » écrit André Siegfried en 1913.

### LeXXesiècle

#### La Belle Époque

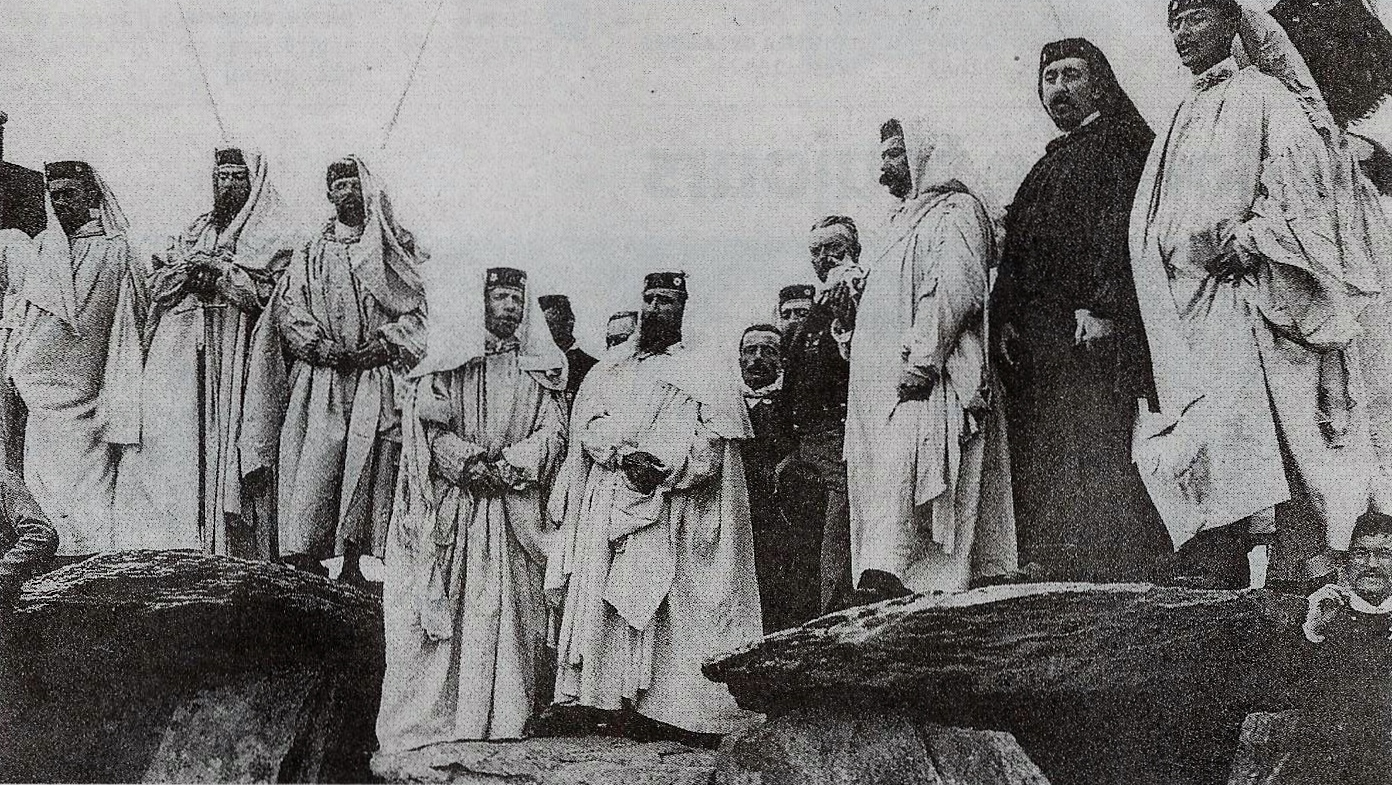
Le Gorsedd des bardes de 1907 sur le dolmen de Canac'h-Laëron entre Laniscat et Saint-Nicolas-du-Pélem.

#### La Première Guerre mondiale
Le monument aux morts de Saint-Nicolas-du-Pélem porte les noms de 167 soldats morts pour la France pendant la Première Guerre mondiale. Œuvre du sculpteur briochin Elie le Goff, le monument est inauguré le 27 mai 1923 en présence du maire Auguste le Bonniec, d'Henri de Séré maire de Canihuel et conseiller général, d'Henri Avril et M. Keranflech députés des Côtes-du-Nord, de M. Cosson curé doyen, des abbés Noël et Morrelec et du barde Taldir Jaffrennou.

#### L'Entre-deux-guerres
Un film sonore a été tourné en 1930 à Saint-Nicolas-du-Pélem à l'occasion du gorsedd (assemblée des bardes). À la harpe madame de Boisboissel, la cantatrice est Suzit Morvan, du cercle Celtique de Paris. Le glaive pendant la cérémonie du rocher est porté par le comte de la Guichardière. Le capitaine Moffat-Pender des Highlanders (régiment écossais) joue du bagpipe.

#### La Seconde Guerre mondiale
Le Monument aux morts de Saint-Nicolas-du-Pélem porte les noms de 33 personnes mortes pour la France pendant la Seconde Guerre mondiale.

##### Le maquis Tito
Pendant l'occupation allemande, le premier maquis FTP opérationnel des Côtes-du-Nord, initialement un groupe de l'Organisation spéciale, se développa à partir du printemps 1943 dans le quadrilatère Trémargat, Lanrivain, Peumerit-Quintin, Saint-Nicolas-du-Pélem, sous le commandement de Louis Pichouron, alias « commandant Alain » ; ce maquis, dont le siège principal est la ferme de Kerchariou en Peumerit-Quintin, regroupe à la fin de l'année 1943 une douzaine d'hommes, dont Théodore Le Nénan. Il est mort en mars 1997 à Trégastel, Daniel Trellu, un grand résistant, habitait Saint-Hernin et Georges Ollitrault ; il prend en janvier 1944 le nom de « compagnie Tito ». les FTP des maquis mobiles Tito (du nom de Josip Broz dit Tito, chef de la résistance communiste en Yougoslavie) placent une équipe dans le maquis à Saint-Nicolas-du-Pélem, dirigée par Théodore Le Nénan.
Le 11 novembre 1943, Théodore Le Nénan tue un feldgendarme à Plouaret. Le 26 décembre, Georges Ollitrault abat un officier allemand à Loudéac. L'attaque du maire de Saint-Nicodème le 6 janvier 1944 entraîne l'arrestation de plusieurs membres du groupe par des gendarmes français à Trébrivan et quatre d'entre eux sont fusillés le 6 mai 1944 au camp de manœuvre des Croix en Ploufragan : Arsène Le Bozec, Jean Pleiber, Roger Quentric, Maurice Lagadec. Le 10 janvier 1944, des membres du même groupe de résistants provoquent le déraillement d'un train à Trégrom. Mais plusieurs membres de ce groupe (dont François Postollec, Émile Henry, Charles Le Gallou) sont arrêtés par le lieutenant de gendarmerie Flambard et incarcérés à la maison d'arrêt de Saint-Brieuc ; ils furent aussi fusillés le 6 mai 1944 à Ploufragan. Le 18 janvier 1944, un soldat allemand est tué par des membres de ce groupe de résistants à Guilliers ; en représailles les Allemands procédèrent le 20 janvier 1944 à une rafle dans cette commune, arrêtant 500 personnes dont 43 furent déportées. Pourchassés notamment par le lieutenant Flambard, aidé par l'adjudant Prigent, certains maquisards dirigés par Louis Pichouron se réfugient sur la cime de Kerchouan dans la commune du Haut-Corlay ; le 1er mars 1944, maquisards et gendarmes français de Guingamp s'affrontent à Saint-Caradec et plusieurs résistants sont arrêtés, notamment Raymond Pedrono, Marcel Le Hellaye, Louis Winter, tous les trois morts en déportation, ainsi que Roger Cadec et Marcel Divenah, qui eux rentrèrent vivants de déportation.
Trois parachutages d'armes, l'un le 3 mars 1944 à Kerousac'h en Maël-Pestivien, un autre le 9 mars 1944 à Plounévez-Quintin et un troisième le 13 mars 1944, contribuent à armer les maquisards, qui mènent des opérations de sabotage, font des embuscades et organisent des évasions d'aviateurs alliés.
Le 1er mai 1944, les membres de la compagnie Tito défilent au grand complet, narguant les troupes d'occupation, à Maël-Pestivien. Le 8 mai 1944, huit maquisards de la compagnie Tito, dont Charles Moreau, dit « Charlot », Georges Ollitrault, Gustave Broudic, Jean Herpe et quelques autres attaquèrent la prison de Lannion et parvinrent à libérer dix résistants qui y étaient emprisonnés et menacés de mort ; ces derniers furent ensuite cachés à Maël-Pestivien et Saint-Nicolas-du-Pélem.
Le 16 mai 1944, les SS, appuyés par la Milice bretonne du Bezen Perrot (dirigés par Michel Chevillotte, dit Bleiz [« Loup » en breton], ou encore André Geffroy et de la Selbstschutzpolizei comme Jean de Cambourg, Rémy Daigne, Bernard d'Ambert de Sérillac, René Hocquart, etc.), raflent une vingtaine d’hommes à Maël-Pestivien, dont le maire. Neuf d'entre eux (P.Moisan, L.L'Horset, C.Gallais, L.Bertrand, M.Bertrand, G.Launay, L.Le Moigne, L.Guéguan, L.Champion) furent abattus en cours de route ou moururent en déportation. Une rue au nom de deux d’entre eux, Louis et Michel Bertrand, a été inaugurée en 1988.
Le soutien de la population locale était généralement acquis aux résistants ; toutefois des personnes se plaignaient : « Ces groupes vivent souvent de rapines et sont mal vus de la population » écrit Jean-Paul Rolland et des indicateurs renseignaient les Allemands ; le plus connu fut Auguste Bocher, garde-chasse du comte de Kerouartz, autonomiste breton, qui fut abattu, ainsi que son frère, par la résistance le 22 avril 1944.
Entre le 5 et le 12 juin 1944, la compagnie Tito, épaulée par une quarantaine de SAS commandés par le capitaine Pierre Leblond et deux équipes Jedburgh parachutées, la première l'équipe Félix dans la nuit du 8 au 9 juillet 1944 près de Jugon, la seconde l'équipe Frederick (formée du capitaine Aguirec, du major britannique Wise et du radio américain Kehoe) dans la nuit du 9 au 10 juin 1944 à Duault, se déplace dans la forêt de Duault à la ferme de Kerhamon pour y implanter la base Samwest. Le 11 juin 1944, deux compagnies de l'Armée allemande d'occupation attaquèrent la ferme de Kerhamon, occupée par des parachutistes du 4e bataillon SAS de la France libre, une équipe Jedburg et des FFI, aidés par la population locale. Le combat continua le 12 juin 1944 et fut très meurtrier de part et d'autre ; 31 maquisards et otages furent torturés et fusillés par les Allemands. Le 13 juin 1976, fut inauguré à Kerhamon en Duault le monument commémoratif des combats de juin 1944.
Les blessés, et treize tonnes de munitions récupérées par les résistants, sont alors déménagés par le maquis de Saint-Marcel. Par la suite, des membres de la compagnie Tito furent incorporés dans le 71e régiment d'infanterie et participèrent notamment aux combats de la Poche de Lorient.
En juillet 1944, le maquis regroupe une douzaine de groupes comptant en tout une centaine d'hommes autour des villages de Maël-Pestivien, Saint-Nicodème et Peumerit-Quintin. Le 6 juillet 1944, des membres de la compagnie Tito, sur l'ordre de Louis Pichouron, attaquèrent la garnison allemande de Bourbriac, mais, après avoir pu dans un premier temps, pénétrer par surprise dans la ville, ils durent se retirer rapidement pour éviter l'encerclement par les Allemands. Louis Pichouron fut blâmé pour cette action, jugée inconsidérée, par le commandant FFI des Côtes-du-Nord, Yves Le Hégarat, dit « Marceau ».
Un rapport des Renseignements généraux de Saint-Brieuc du 4 juillet 1944 sur les maquis dans les Côtes-du-Nord désignait Callac, Saint-Nicolas-du-Pélem et Rostrenen comme des noyaux importants du maquis. Malgré une erreur d'évaluation du nombre de maquisards (évalué dans ce rapport des RG à 45 000 hommes sur le département alors qu'ils étaient 13 000), les RG avaient raison de cibler Saint-Nicolas-du-Pélem puisque selon Jean Le Jeune, alias Commandant Émile, alors responsable départemental des FTP, Saint-Nicolas-du-Pélem abritait à ce moment, en plus des maquisards : l'état-major départemental des FTP, dans la vallée de Faoudel et la direction régionale du Parti Communiste, dans la chapelle du Ruellou, mais la Gestapo n'atteignit aucune de ces deux cibles.
Du 7 au 11 juillet 1944, alors que le débarquement de Normandie du 6 juin 1944 a changé le rapport de force, désorganisant l'armée allemande, et que le 4e régiment SAS a rejoint les résistants des Côtes-du-Nord et du Morbihan depuis l'opération Samwest, la Gestapo, des éléments de la Wehrmacht et des miliciens incluant le Bezen Perrot organisent une grande rafle à Saint-Nicolas-du-Pélem (appelée la rafle du 11 juillet) et aux alentours :
- six personnes, qui s'enfuient pour échapper à une rafle, sont assassinées dès le 11 juillet (Marcel Le Floch [de Plouguernével], Albert Névez et Arthur Nicol [de Plounévez-Quintin], Jacques Poisson [de Plouézoc'h], Henri Rivoal et Marcel Le Floch [de Rostrenen]), la stèle des six patriotes leur est dédiée rue du Stade à Saint-Nicolas-du-Pélem[65] ;
- six personnes sont transférées à Uzel, torturées et assassinées le 14 juillet 1944, et jetées dans les fosses de L'Hermitage-Lorge (on trouvera au total 35 corps dans ces fosses). Mireille Chrisostome dite « Jacotte », agent de liaison de la Résistance, fait partie des victimes tuées à Uzel, et a donné son nom à une rue de Saint-Brieuc[66] ;
- 12 personnes sont transférées à Bourbriac et interrogées/torturées dans la cave de la maison Sourimant, dont sept (Jean-Louis Corbel, 20 ans, Maël-Carhaix ; François Louis Le Berre, 25 ans, de Plougrescant ; François Marie Le Berre, 33 ans, de Plouguernével ; Pierre Maillard, 24 ans, de Plounévez-Quintin ; Marcel Sanguy, 35 ans, de Rostrenen ; Pierre Secardin, 27 ans, de Callac ; Albert Torqueau, 24 ans, un instituteur de Rostrenen)[67] furent exécutées à Garzonval en Plougonver le 16 juillet 1944 ; une stèle leur est dédiée à Garzonval[68].

François Le Gall a écrit la chanson Maleuriou ar Vro sur cette rafle, et Françoise Morvan lui a consacré le livre Miliciens contre maquisards : Enquête sur un épisode de la Résistance en Centre-Bretagne.
Le journal La Champagne décrit dans son édition du 8 février 1947 l'action des résistants Francs-tireurs et partisans à partir de la ferme de Ouatnès  en Saint-Nicolas-du-Pélem, route de Saint-Igeaux (lieu non trouvé) il s'agit vraisemblablement de  "Gouetres " le 26 juillet 1944.
Le général Éon, son adjoint le colonel Passy et une trentaine d'officiers français, anglais et américains furent parachutés à Kerien (entre Bourbriac et Saint-Nicolas-du-Pélem) dans la nuit du 4 au 5 août 1944 dans le cadre de la mission Aloès pour fédérer les actions des mouvements de résistance de Bretagne intérieure. Le lendemain soir, un combat très dur se déroula à Kérien entre les FTP chargés de la protection de la mission et une colonne de parachutistes allemands qui tente une ultime percée vers l’ouest.
Le 8 août 1944, Auguste Pichouron et Amédée Le Guen, son beau-frère, sont arrêtés par la milice et déportés ; Auguste Pichouron meurt au camp de concentration de Flossenbürg en février 1945, Amédée Le Guen rentra vivant du camp de concentration de Buchenwald.
Saint-Nicolas-du-Pélem fut libéré au début d'août 1944.

#### L’après-guerre

##### Un fief communiste
Après la libération, Saint-Nicolas-du-Pélem élut une municipalité communiste, faisant d'Auguste Le Coënt, ancien FTP, le nouveau maire. Le rôle du Parti communiste français dans le maquis de Saint-Nicolas-du-Pélem et la personnalité d'Auguste Le Coënt firent de Saint-Nicolas-du-Pélem une place forte du PCF, alors que Saint-Nicolas-du-Pélem avait voté à droite avant la guerre.

##### Les guerres d'Indochine et d'Algérie
Deux soldats (Yves Cadoret et Joseph Le Mercier) originaires de Saint-Nicolas-du-Pélem sont morts pendant la guerre d'Indochine et trois (Adrien Buguellou, A. Cabel et Corentin Le Cocq) pendant la guerre d'Algérie.

### LeXXIesiècle

#### La fermeture de la SOCAVI
La fermeture de la SOCAVI (branche volaille du groupe UNICOPA) en 2004 fut un drame social pour Saint-Nicolas-du-Pélem car le groupe employait 270 salariés et en plus de 100 à 150 intérimaires. La société VATELIS l'a remplacée, elle emploie environ 170 salariés.

#### La fermeture de l'école du Sacré-Cœur
L’école privée du Sacré-Cœur, fondée en 1894, a fermé en juin 2025 en raison de la diminution du nombre de ses élèves.

## Politique et administration

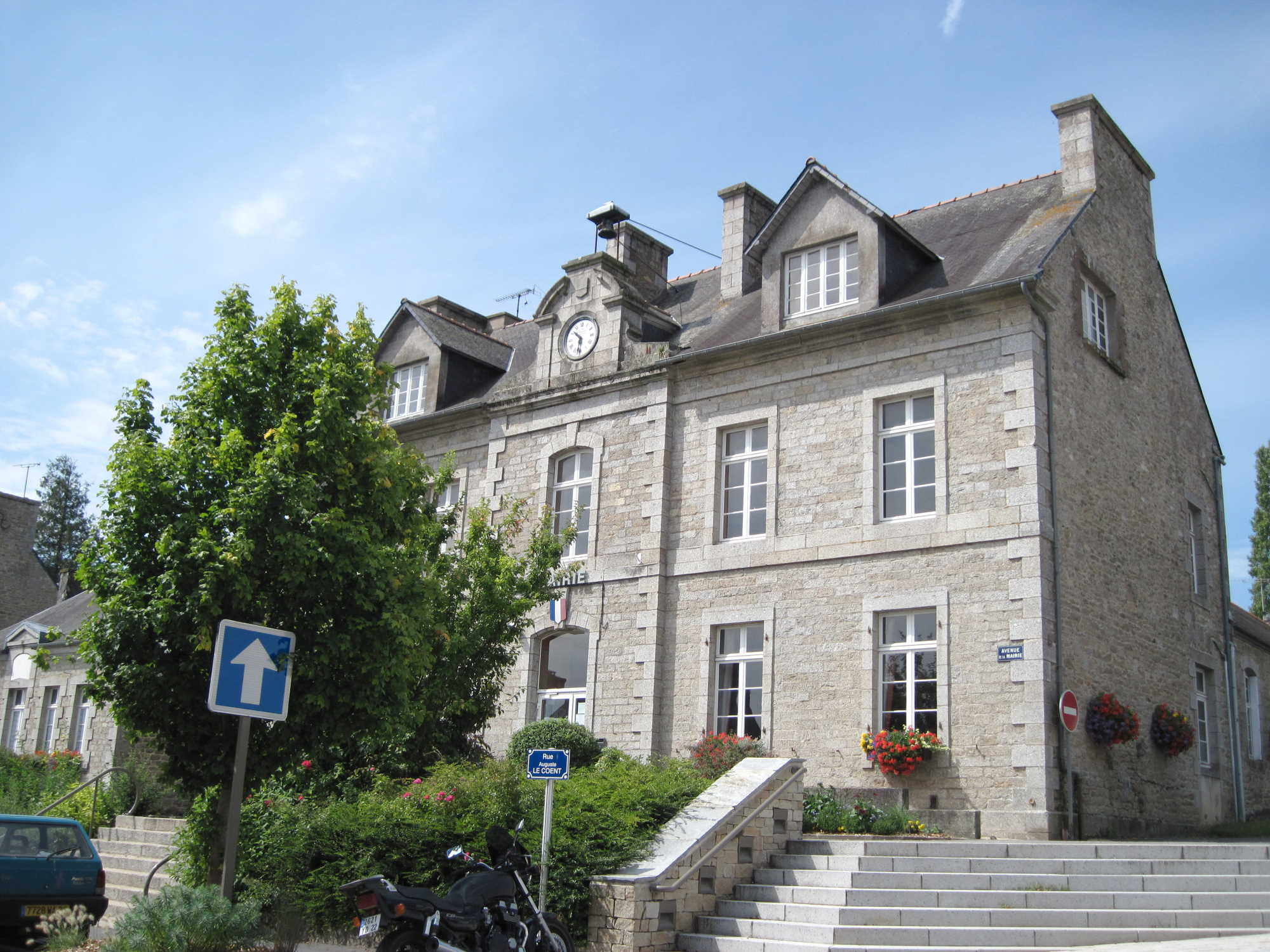
Mairie de Saint-Nicolas-du-Pélem.

### Liste des maires
| Période      | Période    | Identité                  | Étiquette | Qualité |
| ------------ | ---------- | ------------------------- | --------- | --- |
| 1945         | mars 1983  | Auguste Le Coënt          | PCF       | Agriculteur Député des Côtes-du-Nord (1946) Sénateur des Côtes-du-Nord (1946-1948) Conseiller général du Canton de Saint-Nicolas-du-Pélem (1949-1985) |
| mars 1983    | mars 1989  | Jacques Velly             | PCF       | |
| mars 1989    | 1993       | Louis Le Morzédec         | PS        | |
| 1993         | juin 1995  | Marie-Annick Le Forestier | DVD       | |
| juin 1995    | juin 1998  | Léa Nicolas               | PCF       | Conseillère générale du Canton de Saint-Nicolas-du-Pélem (1992-2004)                                                                                  |
| juillet 1998 | mars 2008  | Michel Connan             | PCF       | Conseiller général du Canton de Saint-Nicolas-du-Pélem (2004-2015)                                                                                    |
| mars 2008    | mars 2014  | Michel Le Bars            | PS        | |
| mars 2014    | avril 2024 | Daniel Le Caër            | DVG       | Agriculteur retraité Réélu pour le mandat 2020-2026 Démission de plus d'un tiers des membres du conseil municipal le 21 février 2024                  |
| avril 2024   | en cours   | Catherine Boudiaf         | DVG       | |

### Jumelages
La commune est jumelée depuis 1986 avec Milltown, comté de Kerry, en Irlande.
 Rzgów (ville) (Pologne)

### Structures administratives locales
Saint-Nicolas-du-Pélem était chef-lieu de canton dans l’arrondissement de Guinguamp jusqu'en mars 2015. En mars 2015, un redécoupage territorial (suivant le décret 2014-150 du 13 février 2014) regroupe dans le canton de Rostrenen 29 communes issues de 4 anciens cantons :  l'ancien canton de Rostrenen (6 communes), 7 des 8 communes de l'ancien canton de Saint-Nicolas-du-Pélem, l'ancien canton de Gouarec (8 communes) et celui de Maël-Carhaix (8 communes). Il reste 27 communes depuis la fusion au 1er janvier 2017 des 3 communes de Laniscat, Perret et Saint Gelven dans une nouvelle commune "Bon Repos Sur Blavet", d'après le nom de l'Abbaye de Bon Repos, située le long du Blavet.
Les communes de l'ancien canton de Saint-Nicolas-du-Pélem étaient : Canihuel à 5 km, Lanrivain à 5 km, Peumerit-Quintin à 10 km, Saint-Connan à 13 km, Saint-Gilles-Pligeaux à 9 km, Saint-Nicolas-du-Pélem, Sainte-Tréphine à 5 km, et Kerpert à 7 km qui a rejoint le canton de Callac dans le rédécoupage cantonal de mars 2015.
Saint-Nicolas-du-Pélem fait partie de la Communauté de communes du Kreiz-Breizh, une communauté de 23 communes dont l’action concerne 11 domaines :
- l’aménagement de l’espace communautaire ;
- le développement économique ;
- le tourisme ;
- le logement et le cadre de vie ;
- l’élimination et la valorisation des déchets ménagers et des déchets assimilés ;
- l’environnement ;
- l’enfance et la jeunesse ;
- l’initiation, la formation, l’enseignement de la musique, du chant et de la danse ;
- le transport souple à la demande ;
- l’assainissement non collectif ;
- la production d’énergie.

La communauté de communes du Kreiz-Breizh ressemble beaucoup au nouveau canton de Rostrenen : sur les 27 communes du nouveau canton du Rostrenen, quatre (Le Moustoir, Plévin, Treffin, Tréogan) ne font pas partie de la communauté du Kreiz-Breizh.
La Communauté de communes du Kreiz-Breizh appartient au Pays Centre Ouest Bretagne, qui regroupe 108 communes.

## Élections
Saint-Nicolas-du-Pélem, municipalité à majorité communiste après la Seconde Guerre mondiale, a évolué vers une majorité communale socialiste, et a voté à gauche à toutes les élections depuis 1945.
Correspondance couleurs/parti
|  | Couleur     | Partis (exemples)                              |
|  | ----------- | ---------------------------------------------- |
|  | rouge foncé | EXG / LCR / LO / LC / NPA                      |
|  | rouge vif   | MPTT                                           |
|  | rouge       | PCF / UP / PG / FG                             |
|  | rose clair  | PRG                                            |
|  | rose        | PS / SFIO / UFD / CIR                          |
|  | rose foncé  | MRC / PSU / MDSF-MDS                           |
|  | rose vif    | DVG                                            |
|  | bleu        | LR / UMP / UNR / UDT / UD-Ve / UDR / RPR / RPF |
|  | bleu clair  | DVD                                            |
|  | jaune       | Régionalistes                                  |
|  | orange      | MoDem                                          |
|  | vert        | Verts / EÉLV                                   |
|  | vert clair  | Cap21 / divers écologistes                     |
|  | vert foncé  | CPNT                                           |
|  | violet      | DLR / MPF / PP                                 |
|  | gris        | RN / EXD / FN / MNR / UFF / S&P                |
|  | blanc       | Sans étiquette / non inscrit                   |

### Vote local aux élections présidentielles
|  | Présidentielle 2002     | 1er tour |  | 2e tour |
|  | Jacques Chirac          | 20,83 %  |  | 89,79 % |
|  | Jean-Marie Le Pen       | 8,00 %   |  | 10,21 % |
|  | Lionel Jospin           | 17,45 %  |  |         |
|  | Robert Hue              | 11,86 %  |  |         |
|  | Arlette Laguiller       | 7,52 %   |  |         |
|  | François Bayrou         | 5,21 %   |  |         |
|  | Noël Mamère             | 5,21 %   |  |         |
|  | Jean Saint-Josse        | 4,92 %   |  |         |
|  | Alain Madelin           | 4,53 %   |  |         |
|  | Olivier Besancenot      | 4,34 %   |  |         |
|  | Jean-Pierre Chevènement | 4,24 %   |  |         |
|  | Christiane Taubira      | 1,93 %   |  |         |
|  | Bruno Mégret            | 1,45 %   |  |         |
|  | Christine Boutin        | 1,06 %   |  |         |
|  | Corinne Lepage          | 0,87 %   |  |         |
|  | Daniel Gluckstein       | 0,58 %   |  |         |

|  | Présidentielle 2007  | 1er tour |  | 2e tour |
|  | Nicolas Sarkozy      | 23,10 %  |  | 39,93 % |
|  | Ségolène Royal       | 27,91 %  |  | 60,07 % |
|  | François Bayrou      | 20,24 %  |  |         |
|  | Marie-George Buffet  | 7,50 %   |  |         |
|  | Jean-Marie Le Pen    | 6,91 %   |  |         |
|  | Olivier Besancenot   | 5,31 %   |  |         |
|  | José Bové            | 1,77 %   |  |         |
|  | Philippe de Villiers | 1,69 %   |  |         |
|  | Frédéric Nihous      | 1,60 %   |  |         |
|  | Dominique Voynet     | 1,52 %   |  |         |
|  | Arlette Laguiller    | 1,52 %   |  |         |
|  | Gérard Schivardi     | 0,93 %   |  |         |

|  | Présidentielle 2012   | 1er tour |  | 2e tour |
|  | François Hollande     | 32,73 %  |  | 63,48 % |
|  | Nicolas Sarkozy       | 20,09 %  |  | 36,52 % |
|  | Jean-Luc Mélenchon    | 16,18 %  |  |         |
|  | François Bayrou       | 12,73 %  |  |         |
|  | Marine Le Pen         | 10,73 %  |  |         |
|  | Eva Joly              | 2,45 %   |  |         |
|  | Philippe Poutou       | 2,09 %   |  |         |
|  | Nicolas Dupont-Aignan | 1,55 %   |  |         |
|  | Nathalie Arthaud      | 1,36 %   |  |         |
|  | Jacques Cheminade     | 0,09 %   |  |         |

### Vote local aux élections législatives
|  | Législatives 2002     | 1er tour |  | 2e tour |
|  | Marie-René Oget       | 18,57 %  |  | 56,38 % |
|  | Jean-Pierre Le Goux   | 19,40 %  |  | 43,62 % |
|  | Gérard Lahellec       | 23,44 %  |  |         |
|  | Daniel Pennec         | 21,89 %  |  |         |
|  | Myriam de Coatparquet | 5,08 %   |  |         |
|  | Michel Balbot         | 4,77 %   |  |         |
|  | Guy Jourden           | 2,39 %   |  |         |
|  | Mona Bras-Caillarec   | 1,35 %   |  |         |
|  | Yves Thoraval         | 1,14 %   |  |         |
|  | Marcel Choron         | 1,14 %   |  |         |
|  | André Perrot          | 0,73 %   |  |         |
|  | Stéphane Guaripuy     | 0,52 %   |  |         |

|  | Législatives 2007       | 1er tour |  | 2e tour |
|  | Marie-René Oget         | 28,08 %  |  | 59,28 % |
|  | Marie-Elisabeth Bague   | 23,17 %  |  | 40,72 % |
|  | Gérard Lahellec         | 17,58 %  |  |         |
|  | Marie-Françoise Droniou | 10,39 %  |  |         |
|  | Michel Priziac          | 7,76 %   |  |         |
|  | Sylvie Guillou          | 2,63 %   |  |         |
|  | Myriam de Coatparquet   | 2,63 %   |  |         |
|  | Margaret Studler        | 2,28 %   |  |         |
|  | Mona Bras               | 2,05 %   |  |         |
|  | Yves Thoraval           | 1,60 %   |  |         |
|  | Carole Leforestier      | 1,26 %   |  |         |
|  | Hélène Borel            | 0,57 %   |  |         |

|  | Législatives 2012   | 1er tour |  | 2e tour |
|  | Annie Le Houerou    | 37,22 %  |  | 67,04 % |
|  | Valérie Garcia      | 26,25 %  |  | 32,96 % |
|  | Gérard Lahellec     | 16,45 %  |  |         |
|  | Michel Balbot       | 8,63 %   |  |         |
|  | Pierre Salliou      | 3,97 %   |  |         |
|  | Catherine Blein     | 3,73 %   |  |         |
|  | Marie-Pierre Menguy | 0,93 %   |  |         |
|  | Maïwenn Salomon     | 0,82 %   |  |         |
|  | Isabelle Montillet  | 0,82 %   |  |         |
|  | Marine Voisin       | 0,70 %   |  |         |
|  | Thierry Richard     | 0,47 %   |  |         |

### Vote local aux élections régionales
|  | Régionales 2004    | 1er tour |  | 2e tour |
|  | Jean-Yves Le Drian | 47,97 %  |  | 65,45 % |
|  | Jocelyn de Rohan   | 14,29 %  |  | 34,55 % |
|  | Bruno Joncour      | 16,22 %  |  |         |
|  | Brigitte Neveux    | 6,95 %   |  |         |
|  | Pascale Loget      | 6,18 %   |  |         |
|  | Françoise Dubu     | 5,89 %   |  |         |
|  | Lionel David       | 2,51 %   |  |         |

|  | Régionales 2010    | 1er tour |  | 2e tour |
|  | Jean-Yves Le Drian | 43,25 %  |  | 61,57 % |
|  | Bernadette Malgorn | 15,82 %  |  | 26,93 % |
|  | Guy Hascoët        | 5,95 %   |  | 11,50 % |
|  | Christian Troadec  | 11,76 %  |  |         |
|  | Bruno Joncour      | 7,69 %   |  |         |
|  | Jean-Paul W. Felix | 5,37 %   |  |         |
|  | Gérard Perron      | 3,48 %   |  |         |
|  | Charles Laot       | 2,61 %   |  |         |
|  | Laurence de Bouard | 2,18 %   |  |         |
|  | Valérie Hamon      | 1,60 %   |  |         |
|  | Alexandre Noury    | 0,29 %   |  |         |

### Élections municipales
|                 | Municipales 2014   | 1er tour | 1er tour |  | Élus   |
|                 | Liste conduite par | Voix     | %        |  | Nombre |
|                 | Daniel Le Caër     | 507      | 53,65    |  | 15     |
|                 | Michel Le Bars*    | 438      | 46,35    |  | 4      |
| * Maire sortant |                    |          |          |  |        |
| Inscrits        | Inscrits           | 1 303    | %        |  |        |
| Abstentions     | Abstentions        | 273      | 20,95    |  |        |
| Votants         | Votants            | 1 030    | 79,05    |  |        |
| Blancs et nuls  | Blancs et nuls     | 85       | 6,52     |  |        |
| Exprimés        | Exprimés           | 945      | 72,52    |  |        |

## Population et société

### Démographie

#### Évolution démographique
L'évolution du nombre d'habitants est connue à travers les recensements de la population effectués dans la commune depuis 1793. Pour les communes de moins de 10 000 habitants, une enquête de recensement portant sur toute la population est réalisée tous les cinq ans, les populations de référence des années intermédiaires étant quant à elles estimées par interpolation ou extrapolation. Pour la commune, le premier recensement exhaustif entrant dans le cadre du nouveau dispositif a été réalisé en 2005.

En 2022, la commune comptait 1 536 habitants, en évolution de −7,86 % par rapport à 2016 (Côtes-d'Armor : +1,78 %, France hors Mayotte : +2,11 %).
| 1793  | 1800  | 1806  | 1821  | 1831  | 1836  | 1841  | 1846  | 1851  |
| ----- | ----- | ----- | ----- | ----- | ----- | ----- | ----- | ----- |
| 1 992 | 2 021 | 2 057 | 2 113 | 2 538 | 2 641 | 2 660 | 2 668 | 2 760 |

| 1856  | 1861  | 1866  | 1872  | 1876  | 1881  | 1886  | 1891  | 1896  |
| ----- | ----- | ----- | ----- | ----- | ----- | ----- | ----- | ----- |
| 2 614 | 2 448 | 2 838 | 2 747 | 2 830 | 2 800 | 2 886 | 2 910 | 2 929 |

| 1901  | 1906  | 1911  | 1921  | 1926  | 1931  | 1936  | 1946  | 1954  |
| ----- | ----- | ----- | ----- | ----- | ----- | ----- | ----- | ----- |
| 2 973 | 3 105 | 3 273 | 3 039 | 2 820 | 2 735 | 2 488 | 2 398 | 2 137 |

| 1962  | 1968  | 1975  | 1982  | 1990  | 1999  | 2005  | 2006  | 2010  |
| ----- | ----- | ----- | ----- | ----- | ----- | ----- | ----- | ----- |
| 2 191 | 2 102 | 2 106 | 2 023 | 1 922 | 1 843 | 1 834 | 1 821 | 1 723 |

| 2015  | 2020  | 2022  | - | - | - | - | - | - |
| ----- | ----- | ----- | - | - | - | - | - | - |
| 1 669 | 1 555 | 1 536 | - | - | - | - | - | - |

#### Pyramide des âges
La population de la commune est relativement âgée.
En 2018, le taux de personnes d'un âge inférieur à 30 ans s'élève à 24,5 %, soit en dessous de la moyenne départementale (30,7 %). À l'inverse, le taux de personnes d'âge supérieur à 60 ans est de 41,6 % la même année, alors qu'il est de 32,9 % au niveau départemental.
En 2018, la commune comptait 793 hommes pour 839 femmes, soit un taux de 51,41 % de femmes, légèrement inférieur au taux départemental (51,7 %).
Les pyramides des âges de la commune et du département s'établissent comme suit.
| Hommes | Classe d’âge | Femmes |
| ------ | ------------ | ------ |
| 1,3    | 90 ou +      | 4,7    |
| 11,7   | 75-89 ans    | 16,3   |
| 25,1   | 60-74 ans    | 23,9   |
| 20,6   | 45-59 ans    | 21,3   |
| 14,5   | 30-44 ans    | 11,5   |
| 12,7   | 15-29 ans    | 10,9   |
| 14,2   | 0-14 ans     | 11,3   |

| Hommes | Classe d’âge | Femmes |
| ------ | ------------ | ------ |
| 0,9    | 90 ou +      | 2,6    |
| 9,1    | 75-89 ans    | 12,5   |
| 21,1   | 60-74 ans    | 21,6   |
| 20,4   | 45-59 ans    | 19,4   |
| 16,3   | 30-44 ans    | 15,7   |
| 15,1   | 15-29 ans    | 12,8   |
| 17,1   | 0-14 ans     | 15,5   |

## Économie

### Emplois des habitants de la commune en 2020
|             | Actifs de 15 à 64 ans | Actifs de 15 à 64 ans | Actifs de 15 à 64 ans | Actifs avec emploi | Actifs avec emploi | Lieu de travail | Lieu de travail    |
|             | Total                 | Avec emploi           | Chômeurs              | Salariés           | Non salariés       | Dans la commune | Hors de la commune |
| ----------- | --------------------- | --------------------- | --------------------- | ------------------ | ------------------ | --------------- | ------------------ |
| Nombre      | 631                   | 559                   | 72                    | 436                | 123                | 271             | 288                |
| Pourcentage | 74,3%                 | 65,8%                 | 8,5%                  | 78 %               | 22 %               | 48,5 %          | 51,5%              |

Source : Chiffres clés 2020 : Emploi - Population active - Insee

## Culture

### Langue bretonne
Saint-Nicolas-du-Pélem fait partie de la Bretagne bretonnante, la moitié ouest de la Bretagne où l'on parle breton, qu'on appelle aussi Basse-Bretagne, par opposition à la Haute-Bretagne, moitié est de la Bretagne où l'on parlait gallo avant de passer au français. La ligne Sébillot séparant la Bretagne parlant gallo de la Bretagne parlant breton (d'après Paul Sébillot, qui a publié en 1878 une carte montrant cette ligne pour la Société d'anthropologie de Paris), passe à l'est de Saint-Nicolas-du-Pélem en traversant notamment Saint-Conan, Saint-Gilles-Pligeaux, Canihuel, Le Haut-Corlay.
Le breton de Saint-Nicolas-du-Pélem et du pays Fañch, étudié par Humphrey Lloyd Humphreys, se caractérise par un type de dialecte cornouaillais très fortement influencé par le breton vannetais. Ainsi, par exemple, on palatalise le G et le K devant e, i, we, wi (Gwin gwenn se prononcera « Djwin djwen ») et du vocabulaire typiquement vannetais est utilisé comme « blé » pour bloaz (année). Paradoxalement, les relations commerciales empruntent pourtant les voies de communications qui laissent le Vannetais quelque peu à l'écart, sauf entre Corlay et Pontivy via Mûr-de-Bretagne.
On peut entendre le breton parlé à Saint-Nicolas-du-Pélem notamment chez des chanteurs comme Marcel Guilloux, originaire de Lanrivain, ou Yann-Fañch Kemener, originaire de Sainte-Tréphine.

### Pays: Cornouaille

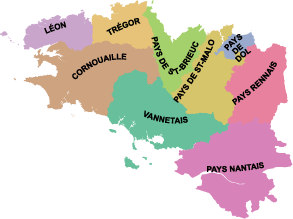
La Cornouaille en brun.

#### L'évêché de Cornouaille
La paroisse de Bothoa et son lieu-dit Saint-Nicolas faisaient partie de la Cornouaille, une unité administrative et religieuse avant la création des départements.
L’évêché était situé à Quimper jusqu’à 1791 : quand l'évêché de Cornouaille disparut, la paroisse de Bothoa fut rattachée à l’évêché de Saint-Brieuc.
L'appartenance de Saint-Nicolas à un diocèse bretonnant a pu contribuer à empêcher le gallo de s’y implanter, alors que le gallo a supplanté le breton dans l’arrière pays de Saint-Brieuc au Moyen Âge, mais il ne faut pas surestimer l’influence culturelle du clergé, car le bienheureux Julien Maunoir écrit dans son journal en 1649 à propos de la paroisse de Bothoa : « leur curé, à supposer qu’il eût voulu les instruire dans la religion, en eût été bien incapable, faute de connaître le breton. »

#### Cornouaille de Bretagne et Cornouailles de Grande-Bretagne
Le rapport de nom entre :
- la Cornouaille de Bretagne (Kernev ou Bro Gernev en breton), qui s'écrit sans « s », à la pointe Sud-Ouest de la Bretagne ;
- la Cornouailles d'Angleterre (CornWall en anglais, Kernow en cornique), qui se termine par un « s », à la pointe Sud-Ouest de l'Angleterre ;

n'est pas établi par une théorie unique, le nom de Cornouaille(s) pourrait venir :
- du peuple celte Cornovii, qui peuple la Cournouailles britannique, dont des soldats sont envoyés en Armorique à plusieurs reprises et s'y installent (pour la défendre contre les pirates Saxons et Scots à partir de 296-297, puis en 383 quand Magnus Maximus, empereur de l'armée romaine de l'île de Bretagne, rival de l'empereur de Rome Gratien, traverse la Manche avec son armée et envahit Gaule et Armorique, laisse des troupes en Armorique (qu'il appelle Britannia minor, d'où le nom de Bretagne) sous la direction de Conan Mériadec (père de Gradlon, roi légendaire de Cornouaille au IVe siècle) à la tête de l'Armorique) ;
- de la position des Cornouaille(s), des péninsules, des cornes s'enfonçant dans la mer, Cornugallia = Corne de la Gaule, et CornWall = Étranger de la corne (Corn = Corne en cornique).

Les deux Cornouaille(s) se ressemblent, non seulement par leurs positions géographiques, leurs climats et leurs paysages, mais aussi par leurs langues, le breton de Cornouaille et le cornique de Cornouailles sont des langues brittoniques dont la proximité s'explique non seulement par une origine commune, mais aussi par des échanges continus entre les deux territoires.

#### La Haute-Cornouaille
Saint-Nicolas-du-Pélem se situait à l’est de la Haute-Cornouaille (Nord de la Cornouaille), d'où le qualificatif de Haut-Cornouaillais pour la langue bretonne de ce territoire. La Haute-Cornouaille historique correspond au pays du Poher, dont le centre est Carhaix-Plouguer.
La Haute-Cornouaille historique ne correspond pas géographiquement à la communauté de communes de Châteauneuf-du-Faou, qui a pris le nom de Communauté de communes de Haute Cornouaille, alors que la communauté de communes de Chateauneuf-du-Faou ne regroupe qu'une partie réduite et excentrée du territoire historique de Haute-Cornouaille.

### Territoire: Pays Fañch
Saint-Nicolas-du-Pélem fait partie du terroir traditionnel appelé Pays Fañch (vro Fañch).

Carte des pays traditionnels bretons.

La danse Fañch (à l'origine riche de nombreuses variantes de pas : appuis croisés, repliements des jambes, amplitude des mouvements) a été progressivement remplacée par sa variante la plus simple, la danse tro plinn, une ronde en sens inverse des aiguilles d'une montre avec un mouvement égal, régulier et continu.
Les danses du pays Fañch sont, notamment lors des festoù-noz, traditionnellement accompagnées par :
- des duos de clarinettes (treujenn gaol) ;
- ou des couples bombarde-biniou ;
- ou de chant a cappella Kan ha diskan ;
- ou des trio avec deux clarinettes et un tambour.

Le Pays Fañch englobe des territoires situés sur les cantons de Bourbriac, Callac, Corlay, Quintin et Saint-Nicolas-du-Pélem comme :
- Bulat-Pestivien ;
- Canihuel ;
- Caurel ;
- Corlay ;
- Gouarec ;
- Kerien ;
- Kerpert ;
- La Harmoye ;
- Laniscat ;
- Lanrivain ;
- Le Bodéo ;
- Le Haut-Corlay ;
- Le Leslay ;
- Le Vieux-Bourg ;
- Maël-Pestivien ;
- Magoar ;
- Peumerit-Quintin ;
- Plouguernével ;
- Plounévez-Quintin ;
- Plussulien ;
- Saint-Bihy ;
- Saint-Connan ;
- Sainte-Tréphine ;
- Saint-Gelven ;
- Saint-Gildas ;
- Saint-Gilles-Pligeaux ;
- Saint-Igeaux ;
- Saint-Mayeux ;
- Saint-Nicolas-du-Pélem ;
- Trémargat.

La coiffe bretonne de Saint-Nicolas-du-Pélem était la coiffe « Sion ».

### Gastronomie
Il n'y a pas de spécialité gastronomique pélémoise, la cuisine traditionnelle de Saint-Nicolas-du-Pélem est la cuisine bretonne.

#### Patisserie: far breton, kouign-amann et gâteau breton

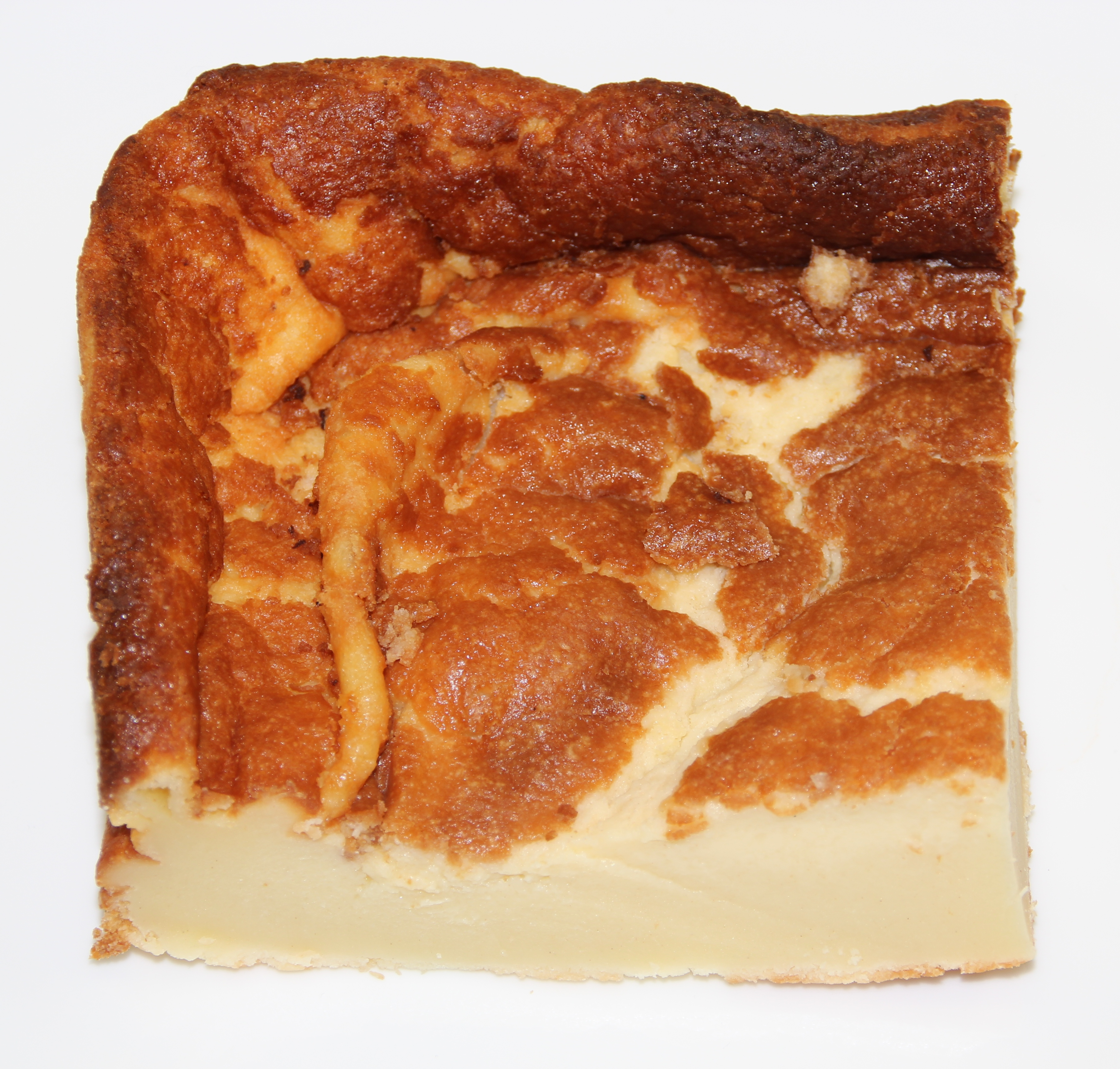
Far breton.

Ces tris gâteaux sont des desserts traditionnels de Bretagne particulièrement nourrissants.
- Le far breton est un dessert traditionnel ancien à base d'œufs, de beurre, sucre, farine et lait, parfois agrémenté de pruneaux ou de raisins. Il se présente généralement comme un gâteau brun clair à l'extérieur, avec à l'intérieur une pâte compacte et homogène oscillant entre le blanc et le jaune pâle.
- Le kouign-amann est un gâteau rond feuilleté à base de pâte à pain, de beurre et de sucre. Il est particulièrement riche et calorique du fait de sa grande proportion de beurre (pour 400 g de farine, on a 300 g de beurre et 300 g de sucre). Comme il est breton, on utilise du beurre salé ou du beurre demi-sel pour le préparer.
- Le gâteau breton est un gâteau rond épais sablé à base de farine, œufs, sucre et beurre. Il est à peine moins riche en beurre que le kouign-amann, car pour 500 g de farine, plus des œufs, on a 300 g de beurre, et 300 g de sucre.

## Lieux et monuments

### Patrimoine historique du bourg

#### Église paroissiale Saint-Pierre

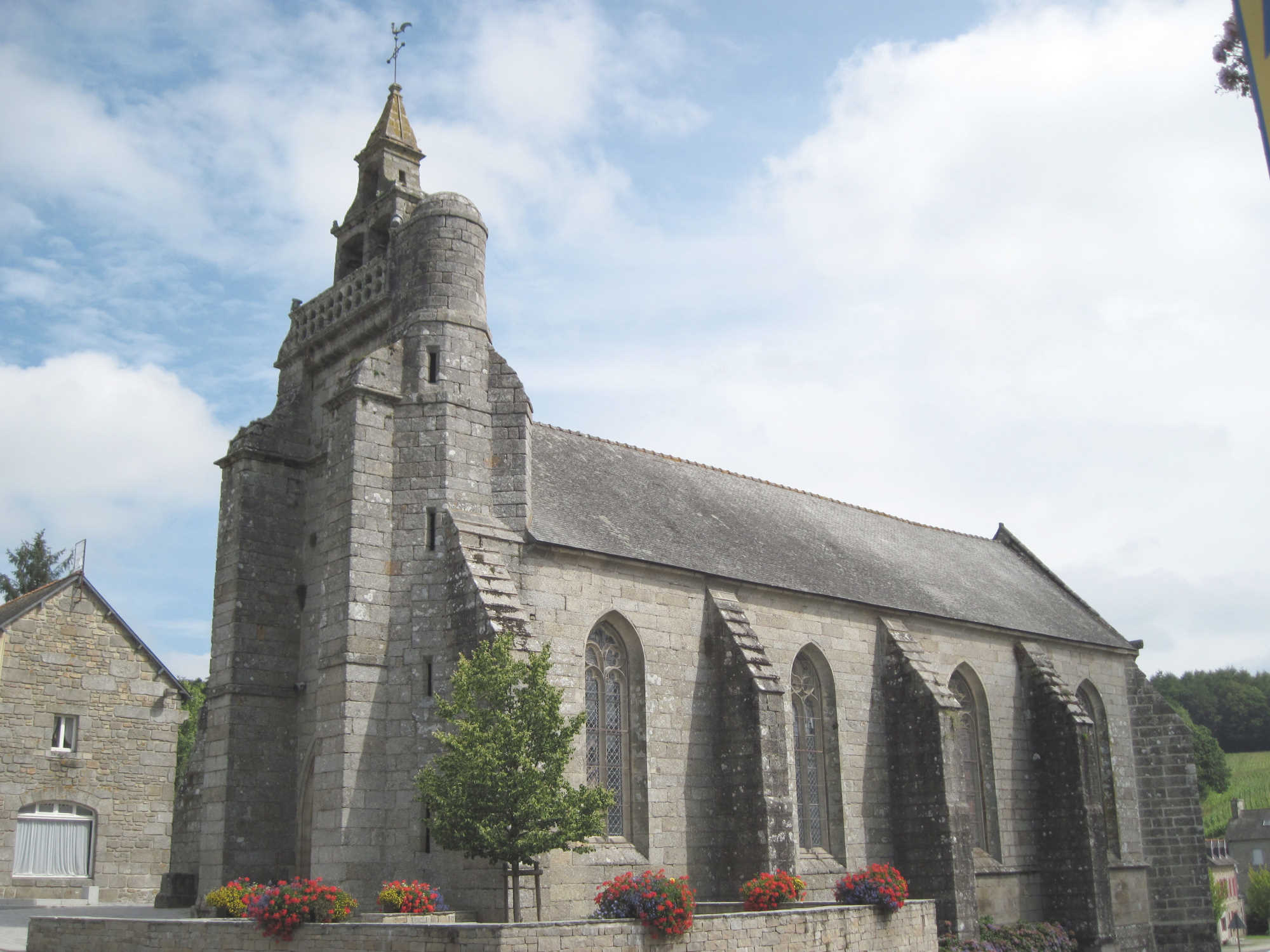
L'église paroissiale Saint-Pierre.

Ancienne chapelle Saint-Nicolas (1474–1575), chapelle privée du château du Pélem, elle est donnée à la paroisse par le comte Loz de Beaucours entre 1847 et 1860 quand le bourg de Saint-Nicolas accueillit la paroisse à la place de Bothoa. Elle fut agrandie pour devenir l'église Saint-Pierre — nom de l'ancienne église paroissiale de Bothoa —, avec l'ajout d'une sacristie et d'une chapelle des fonts baptismaux en 1860. Située au centre-ville, elle est construite en pierre de taille de granite gris, dotée d'un toit recouvert d'ardoises et d'une voûte lambrissée. Un ancien jubé transformé en tribune a été détruit en 1861. Elle est inscrite au titre des monuments historiques par arrêté du 20 janvier 1926.

#### Maîtresse-vitre de la Passion de l'église Saint-Pierre de Saint-Nicolas-du-Pélem
Attribué à J. Kergal — nom inscrit sur la manche d’un personnage, mais on lit aussi un N et F entrelacés à côté de la date de 1470, pouvant constituer le monogramme d’un maitre verrier inconnu, qui aurait aussi réalisé la verrière de l'église Saint-Pierre de Tonquédec car leurs cartons sont identiques —, ce vitrail surplombant l’autel de l’église Saint-Pierre remonte à la fin XVe siècle et a été restauré en 1772, 1789 et 1882. Son style évoque les fresques de la voute de Notre-Dame de Kernascléden dessinées en 1470. Le trait, la composition et certains détails vestimentaires se rapprochent de la gravure sur bois flamande. Le vitrail comprend deux fenêtres dotées chacune d’un tympan et de trois lancettes. Chaque lancette est constituée de cinq panneaux, le plus haut représentant une toiture, et les quatre panneaux inférieurss représentent des scènes, soit 24 scènes (six lancettes comportant chacune quatre scènes) représentant principalement des étapes la vie du Christ. Les scènes de la Passion du Christ ont été dessinées à partir des mêmes cartons que les scènes de la passion du vitrail de l’église Saint-Pierre de Tonquédec, qui date de la même époque.
Saint Nicolas est représenté sur le panneau inférieur à gauche de la verrière et figurent aussi les donateurs sur d’autres panneaux inférieurs, notamment agenouillés en costume du XVe siècle devant saint Sébastien, une femme et un chevalier qui porte le blason des Jourdain du Pélem (sa tunique blanche est traversée d’une bande rouge chargée de trois motifs d’or).  Classé MH (1908).

#### Fontaine du Douarit

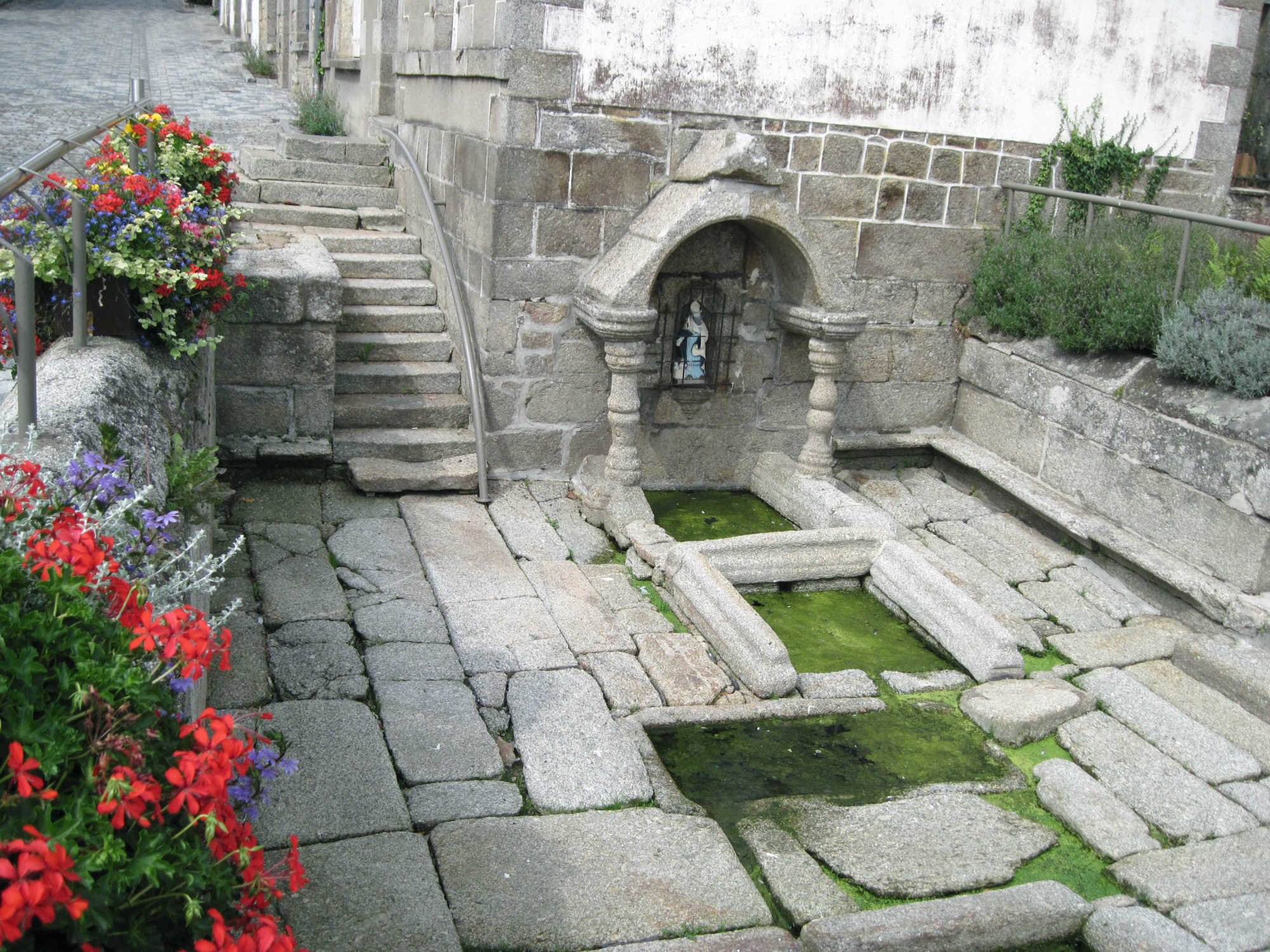
Fontaine du Douarit.

Aussi appelée fontaine Saint-Nicolas, à 30 mètres en contrebas de l'église Saint-Pierre, cette fontaine porte :
- le nom de Saint-Nicolas parce qu’une statuette de saint Nicolas dans une niche à coquille surplombe un bassin abrité par un chapiteau supporté par deux colonnettes ;
- le nom de Douarit parce qu’elle est longée par la rue du Douarit.

L’enclos mesure 9 m de long, 7 m de large, pour une hauteur de 2,2 m. Elle date du XVIIe siècle, est en granite, et comprend cinq bassins. Pierre Thomas-Lacroix pense que c’est la première fontaine ayant utilisé des colonnettes au XVIIe siècle. Son eau, issue d'une source située sous la construction adjacente, rejoint le ruisseau du Daourit qui prend sa source pour partie à Kerody en Bothoa et pour l'autre branche, à la lisière du bois du Faodel sur la ferme de Stang-Merrien. Le ruisseau alimentait un lavoir aujourd’hui disparu.  Inscrit MH (1926).

#### Château du Pélem

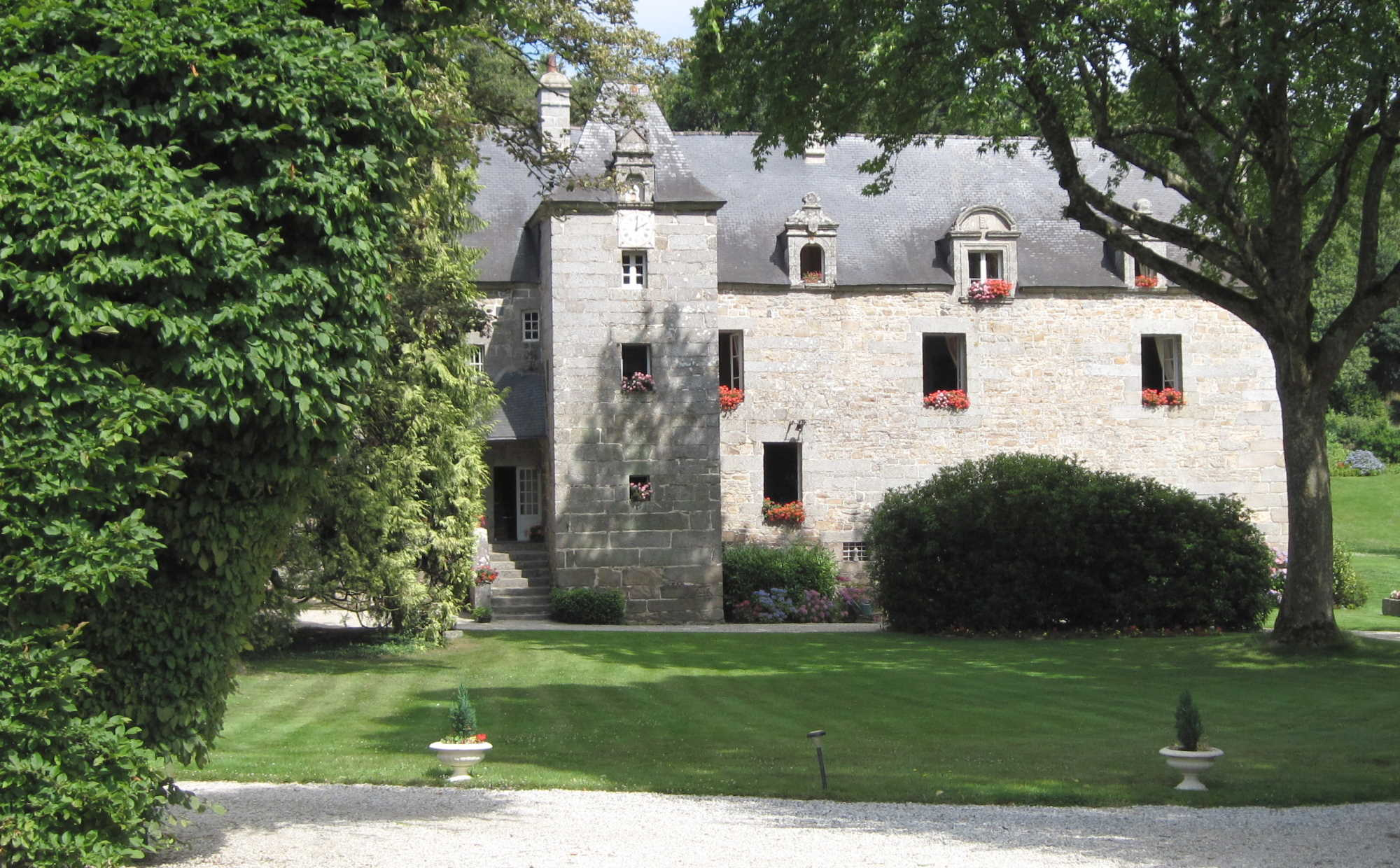
Le château du Pélem.

Le château a été construit au début en 1622 d’après l’inscription sur la voûte de la porte par la famille de Quelen en remplacement du manoir antérieur. Pendant la Révolution française, le château est pillé par des Chouans, puis occupé par une colonne mobile républicaine qui brûle portes et planchers, mais sans plus de dégradations parce que le maire de Bothoa, René Jacques Ruellan du Créhu, a protégé les armoiries du château et de la chapelle Saint-Nicolas en les masquant avec du plâtre pour éviter qu’elles ne soient martelées. Le château a été modifié au XIXe siècle, avec notamment l’ajout d’un perron de granite. Il est aujourd’hui habité par la famille de Boisboissel, héritière de la famille de Beaucours.

#### Les Tourelles

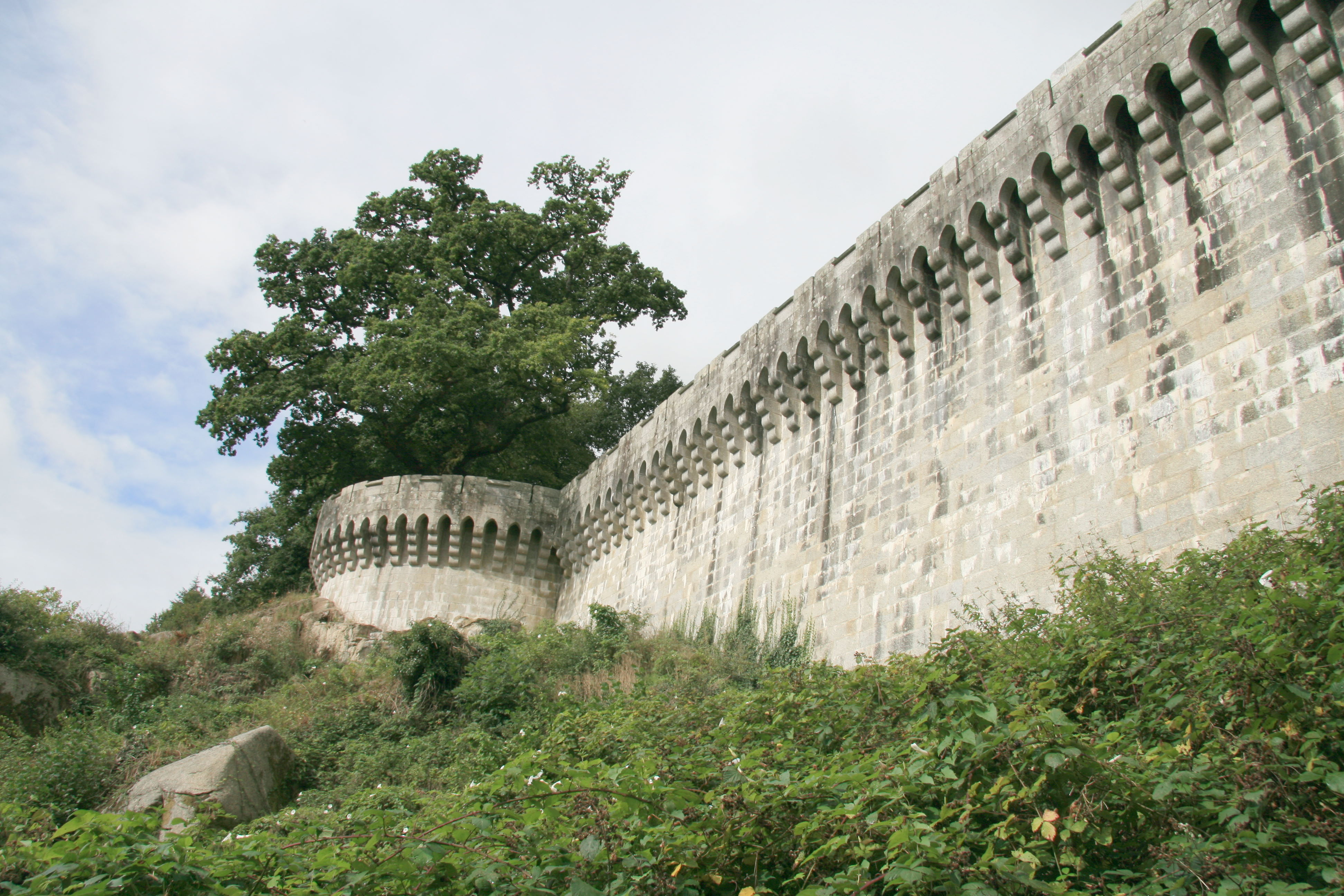
Rempart des Tourelles.

Ébauche d’un château au XIXe siècle, les Tourelles constituent une curiosité. Anne-Marie-Hyacinthe de Boisboissel, député monarchiste et châtelain du Pélem, connaissait le comte de Chambord, prétendant au trône de France. Pour honorer le futur monarque, il lança en 1871 la construction d’un grand château pour accueillir le roi le jour où il l’inviterait à Saint-Nicolas-du-Pélem. Mais le comte de Chambord ruina les chances des monarchistes en 1873 en exigeant l’abandon du drapeau tricolore alors même que les députés monarchistes, majoritaires à l'Assemblée, s'apprêtaient à restaurer la monarchie. Anne-Marie-Hyacinthe de Boisboissel arrêta la construction de son grand château — qui avait englouti une partie de sa fortune — et il en resta Les Tourelles, un rempart monumental qui surplombe la commune.

### Monuments situés hors du bourg
Le musée de l'école de Bothoa présente l'école du hameau de Bothoa telle qu'elle était dans les années 1930.

#### Château de Beaucours

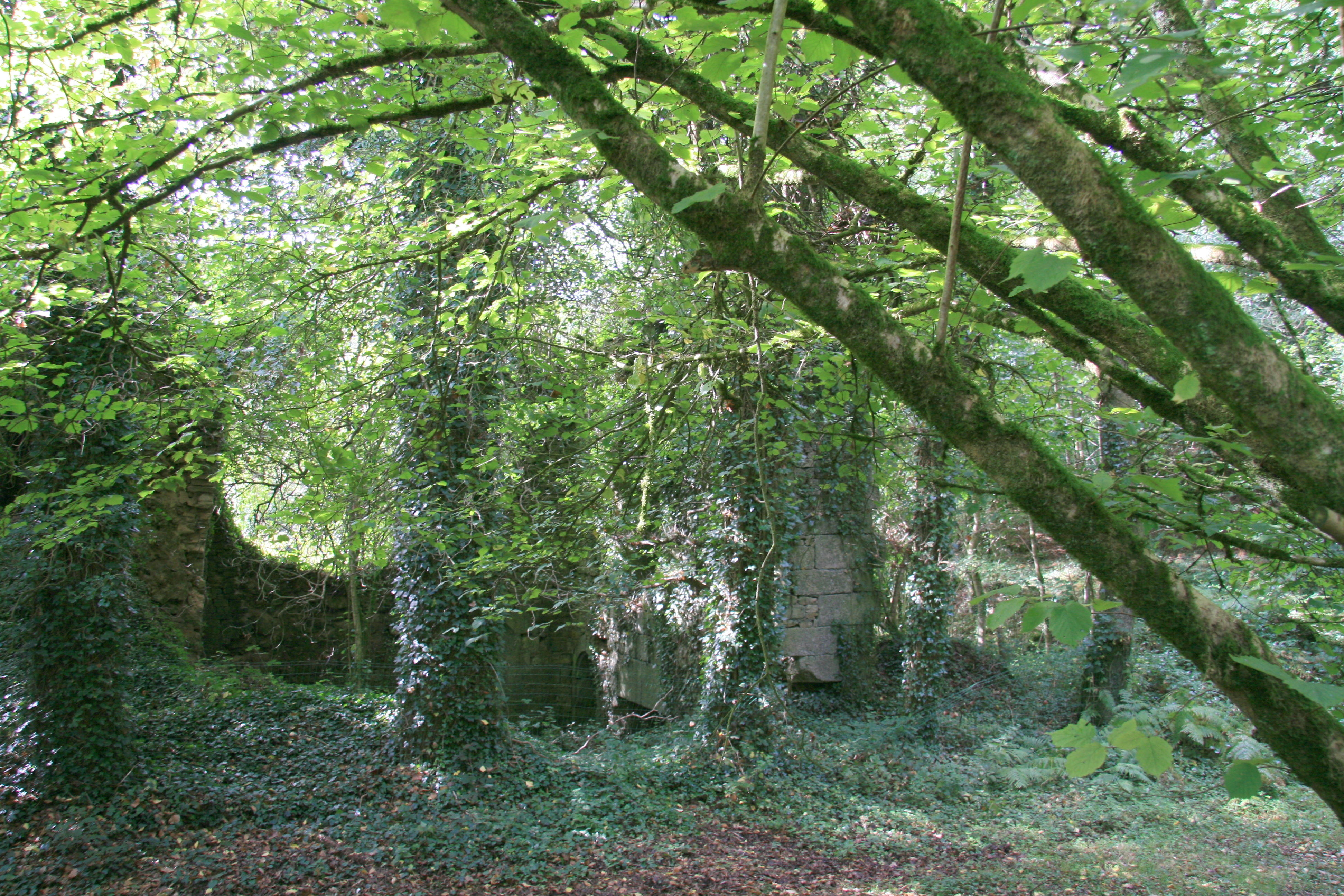
Ruines du château de Beaucours.

Ce manoir en granite construit au XVe siècle à côté de l’étang de Beaucours, dans le bois de Beaucours, mesurait 30 × 9 m. Abandonné à la Révolution, il est désormais en ruine et, pour éviter tout accident, l'accès à l'intérieur du château est interdit. Les visiteurs peuvent faire le tour du château et faire halte dans le moulin de Beaucours, aménagé pour les pique-niqueurs.
Depuis le fond d'une colonne de latrine autrefois accessible, une porte donnant sous le mur de la façade sud et aujourd'hui obstruée permettait sans doute de curer la fosse d'aisance, à moins qu'il ne s'agisse d'une sortie dérobée en cas d'urgence. C'est peut être l'origine de la légende d'un souterrain qui partirait du château[réf. nécessaire].

#### Menhir du Rossil
Le Rossil est un menhir de granite de plus de 7 mètres de hauteur situé au milieu des arbres à la lisière du bois des Tourelles, près de la route de Lanrivain. C'est le quatrième plus gros menhir de Bretagne avec ses 11 mètres de circonférence.

#### Chapelle Saint-Éloi
Située dans la campagne à l’est du bourg, à Garzangotec, cette chapelle du XVe siècle est la destination d’un pardon depuis plus de trois siècles. Construite en deux temps, le chœur et le transept à la fin du XVe siècle, et le clocher au XVIe siècle, elle est granite gris avec un toit d’ardoises. À la différence des chapelles de Bothoa et du Ruellou, elle conserve son clocher historique, en granit, haut, fin et très ouvragé, porteur notamment de gargouilles aux angles.  Classé MH (1909).

#### Fontaine Saint-Éloi
Située à proximité de la chapelle Saint-Éloi, cette large fontaine à plusieurs cuves accueillait les pèlerins du pardon de Saint-Éloi et leurs chevaux.  Inscrit MH (1926).

#### Moulin de Kermarc'h
Ce moulin à eau, construit au XVIIe siècle, a fonctionné jusqu’en 1985.
Implanté près de la rivière Sulon, ce moulin à eau captait une dérivation du Sulon évacuée de part et d'autre du bâtiment pour mouvoir deux roues dont seule la roue ouest est encore visible. La roue actionnée par l'eau par-dessous entraîne la meule pour moudre le blé en farine.
Son coffre à farine date de 1807. Les panneaux du coffrage en bois sont ornés d'un bas-relief dans le style des lits clos bretons, avec une croix, des palmes, le soleil, une étoile, la lune  et un triangle.  Inscrit MH (1987).

#### Chapelle Notre-Dame du Ruellou
Situé sur le lieu-dit Le Ruellou, cet édifice gothique en granite à la fin du XVe siècle ou du début du XVIe siècle a été complété par un bras nord à la fin du XVIIIe siècle ou au début du XIXe siècle. La ressemblance des remplages des vitraux de la chapelle Notre-Dame et de l’église Saint-Pierre (église paroissiale de Saint-Nicolas-du-Pélem) montre que la chapelle Notre-Dame, construite dans la foulée de l’église Saint-Pierre — à l’époque appelée chapelle Saint-Nicolas —, a été érigée par les mêmes artisans. Elle a d’ailleurs été financée aussi par la famille Jourdain du Pélem puisqu’une poutre du transept Sud porte leur blason. Le vitrail d’origine n’est pas parvenu jusqu’à nous, le clocher non plus : comme sur la chapelle de Bothoa, l’ersatz de clocher remplaçant le clocher d’origine est aussi petit qu’anachronique, sans continuité avec le reste de l’édifice.

#### Roue à carillons de Notre-Dame du Ruellou
En bois polychrome, cette roue à clochettes réalisée en 1777 mesure 90 cm de diamètre et était conçue pour 12 clochettes, dont il manque deux aujourd'hui. Fixée au mur via un socle de 1,10 m portant deux têtes humaines et terminé par deux têtes animales, elle était actionnée via une manivelle traversant le mur, servant à marquer l'élévation pendant la messe, et pour des cérémonies de baptême ou de mariage,.

#### Manoir de Kerlévenez
Ce manoir en granite du XVIIe siècle, restauré et remanié dans les années 1970, est situé sur l’emplacement d’un manoir du XVe siècle, à l’entrée du bois de Kerlévenez, entre Kergoubleau (lieu-dit de Saint-Nicolas-du-Pélem) et Kerbrezeaux (lieu-dit de Plounévez-Quintin). Il possède une cour fermée par un portail entouré de deux pavillons, et le manoir lui-même a deux corps de logis. Le corps de ferme est séparé du manoir et ne donne pas sur la cour intérieure.
Chapelle Saint-Joseph
Située à l'arrière du manoir de Kerhuel, entre le Daourit et le village de Canach-lairon. Chapelle du XVIIe siècle dédiée à la Sainte Famille, remarquable à cause de sa forme hexagonale.

## Personnalités liées à la commune
- Guy Éder de Beaumanoir de la Haye (1573-1602), dit La Fontenelle, chef ligueur breton, serait né à Bothoa — aujourd’hui dans la paroisse de Saint-Nicolas — selon le chanoine Moreau, mais le lieu de sa naissance pourrait aussi être Guenrouet ou Le Vieux-Bourg, fut chef d’une bande de brigands pendant la guerre de la Ligue, qui pilla le Trégor et la Cornouaille pendant qu’Henri IV de France cherchait à terminer les guerres de religion. La Fontenelle fut condamné pour haute trahison et exécuté à Paris sur la place de Grève.
- Shapour Bakhtiar (1914-1991) vivait entre Saint-Nicolas-du-Pélem, où étaient réfugiés sa femme et ses deux enfants, et Paris pendant l’occupation allemande de 1940 à 1944[105]. Parti vivre en Iran après la Seconde Guerre mondiale, il s'opposa au Shah d'Iran, notamment au sein du Front national d'Iran, ce qui lui valut six ans d'emprisonnement, avant d'être nommé Premier ministre d'un gouvernement d'union nationale par le Shah d'Iran en 1978. Shapour Bakhtiar quitta l'Iran en 1979 quand l'ayatollah Khomeini prit le pouvoir et fonda la République Islamique d'Iran. En 1991, Shapour Bakhtiar a été assassiné en France par trois personnes, un assassinat commandité par le régime iranien d'après les aveux de l'un de ses meurtriers, Ali Vakili Rad.
- Nikola Petrović-Njegoš, né en 1944 à Saint-Nicolas-du-Pélem, est héritier de la couronne du Monténégro sous le nom de prince Nicolas de Monténégro.

### Militaires
- Jean-Maurice Josué Du Boisberthelot de Beaucours (1662-1750), né à Bothoa ou à Canihuel, militaire à Brest pendant que Vauban fortifiait la ville en 1683, il partit ensuite au Canada où il devint ingénieur militaire : il édifia des fortifications à Trois-Rivières, à la Citadelle de Québec, à Montréal, à la forteresse de Louisbourg et ensuite à Port-Dauphin. Après une carrière de bâtisseur, il fut nommé commandant de l’Isle Saint-Jean (aujourd’hui Île-du-Prince-Édouard), avant de devenir gouverneur de Montréal[106],[107].

### Religieux
- Saint Doha (Ve siècle-VIe siècle) : selon une théorie non étayée pour l'instant, saint Doha aussi appelé saint Doccus, religieux originaire de l'île de Bretagne (Grande-Bretagne) aurait été ermite sur le territoire de Bothoa (qui a pris son nom : Bothoa = demeure (Bot) de Doha).
- Julien Maunoir (1606-1683) : béatifié en 1951, Julien Maunoir, missionnaire des Bretons, était prédicateur itinérant en breton et il a notamment prêché à la paroisse de Bothoa (dont dépendait Saint-Nicolas-du-Pélem) en 1649 et 1664[108].

### Écrivains
- Jean-Louis Coatrieux, originaire de Saint-Nicolas-du-Pélem, chercheur à l'INSERM, il est aussi écrivain, auteur de L'Ordre du Jour (recueil de poésies, Éditions Kelenn, 1981), L'intérieur Des Terres (avec Mariano Otero, Éditions La Part Commune, 2008), Une Question De Temps (avec Jean-Charles Castel, Éditions La Part Commune, 2010), Tango Monde (de Mariano Otero avec la participation de Jean-Louis Coatrieux, Éditions La Part Commune, 2010), À les entendre parler Grall, Guillevic, Guilloux, Perros, Robin, Segalen (avec Mariano Otero, Éditions La Part Commune, 2011).

### Historiens
- Yves de Boisboissel (1886-1960), général de troupes coloniales et propriétaire du château du Pélem, il a écrit Histoire de Saint-Nicolas-du-Pélem. Comment nait une ville et Un magistrat de l’Ancien Régime, Hippolyte Loz de Beaucours, ainsi que des livres liés à son expérience coloniale, comme Dans l’ombre de Lyautey, Peaux noires, cœurs blancs, Un baroudeur, le Capitaine Georges Mangin 1873-1908.

### Artistes

#### Musiciens
- Yann-Fañch Kemener, né en 1957 dans la commune voisine de Sainte-Tréphine, chanteur de Kan ha diskan, a étudié au collège de Saint-Nicolas-du-Pélem.
- Gaël Nicol (né en 1969), sonneur de bombarde et de biniou, a grandi à Saint-Nicolas-du-Pélem, a participé à la résurrection du Bagad des Blés d’Or (cercle celtique relancé en 1990, aussi appelé Kevrenn bro Pelem), et a appartenu à plusieurs groupes de musique bretonne comme Loar Gann, Ar Re Yaouank et Diwall.
- David Pasquet (né en 1970), joueur de bombarde et de clarinette, a grandi à Saint-Nicolas-du-Pélem et joué en duo avec Gaël Nicol. Il a appartenu à Ar Re Yaouank, puis Taÿfa, a accompagné Denez Prigent, avant de monter sa propre formation, le Trio Pasquet.
- Thomas Lotout, alias TiTom (né en 1983), a découvert la bombarde au bagad des blés d'or de Saint-Nicolas-du-Pélem en compagnie de son frère Joseph. Il est devenu compositeur et joueur de bombarde, et a composé trois albums de musique bretonne, Un cri dans l'ébène en 2010, Second souffle en 2012 et Les égarés en 2013.

#### Peintres
- Stanisława de Karłowska (1876-1952), d'origine polonaise, cette peintre, mariée au peintre anglais Robert Bevan, a cofondé The London Group, et passait ses vacances entre 1925 et 1930 chez sa fille Edith Halina Bevan (épouse Baty) entre Saint-Nicolas-du-Pélem et Pléneuf-Val-André, qu'elle a peint. Sa peinture combine à un style moderne des éléments de la peinture polonaise traditionnelle, avec des couleurs vives[109].
- Yvonne Jean-Haffen (1895-1993), vivant à Dinan, elle a dessiné des centaines de monuments du patrimoine breton, notamment à Saint-Nicolas-du-Pélem où elle a croqué l'église Saint-Pierre. Ces dessins sont conservés à la maison de la Grande Vigne de Dinan[110] et la fontaine du Daourit[111].

#### Sculpteur
- Jules-Charles Le Bozec (1898-1973), né à Saint-Mayeux. Étant élève à l'école de Saint-Nicolas-du-Pélem, son frère l'abbé Victor Le Bozec, enseignant à Saint-Nicolas-du-Pélem, décèle son talent de sculpteur. Formé à l'école des Beaux-Arts de Rennes puis à l'atelier Jean Boucher à Paris, il remporte de nombreux prix avant de s'orienter vers une esthétique d'inspiration chrétienne et bretonne. Il a participé à plusieurs monuments aux morts — notamment ceux de Gouarec, Plouguernével (granite) et Sainte-Anne-d'Auray — et réalisé des gisants et des statues en bois comme celles de saint Joseph, de Julien Maunoir et du curé d'Ars.

## Héraldique
| Blason de Saint-Nicolas-du-Pélem | Blason  | D'argent à la bande de gueules chargée de trois mâcles d'or. |
| Blason de Saint-Nicolas-du-Pélem | Détails | Le statut officiel du blason reste à déterminer.             |